# Liste der Kulturdenkmale in Eutritzsch (A–J)
Die Liste der Kulturdenkmale in Eutritzsch enthält die Kulturdenkmale des Leipziger Stadtteils Eutritzsch, die in der Denkmalliste vom Landesamt für Denkmalpflege Sachsen mit Stand 2017 erfasst wurden.
Aus Platzgründen ist diese Liste geteilt. In dieser Liste sind die Kulturdenkmale in den Straßen mit den Anfangsbuchstaben A–J erfasst. Die Kulturdenkmale in den Straßen K–Z sind in der Liste der Kulturdenkmale in Eutritzsch (K–Z) aufgeführt.

## Legende
- Bild: Bild des Kulturdenkmals, ggf. zusätzlich mit einem Link zu weiteren Fotos des Kulturdenkmals im Medienarchiv Wikimedia Commons. Wenn man auf das Kamerasymbol klickt, können Fotos zu Kulturdenkmalen aus dieser Liste hochgeladen werden:
- Bezeichnung: Denkmalgeschützte Objekte und ggf. Bauwerksname des Kulturdenkmals
- Lage: Straßenname und Hausnummer oder Flurstücknummer des Kulturdenkmals. Die Grundsortierung der Liste erfolgt nach dieser Adresse. Der Link (Karte) führt zu verschiedenen Kartendiensten mit der Position des Kulturdenkmals. Fehlt dieser Link, wurden die Koordinaten noch nicht eingetragen. Sind diese bekannt, können sie über ein Tool mit einer Kartenansicht einfach nachgetragen werden. In dieser Kartenansicht sind Kulturdenkmale ohne Koordinaten mit einem roten bzw. orangen Marker dargestellt und können durch Verschieben auf die richtige Position in der Karte mit Koordinaten versehen werden. Kulturdenkmale ohne Bild sind an einem blauen bzw. roten Marker erkennbar.
- Datierung: Baubeginn, Fertigstellung, Datum der Erstnennung oder grobe zeitliche Einordnung entsprechend des Eintrags in der sächsischen Denkmaldatenbank
- Beschreibung: Kurzcharakteristik des Kulturdenkmals entsprechend des Eintrags in der sächsischen Denkmaldatenbank, ggf. ergänzt durch die dort nur selten veröffentlichten Erfassungstexte oder zusätzliche Informationen
- ID: Vom Landesamt für Denkmalpflege Sachsen vergebene, das Kulturdenkmal eindeutig identifizierende Objekt-Nummer. Der Link führt zum PDF-Denkmaldokument des Landesamtes für Denkmalpflege Sachsen. Bei ehemaligen Kulturdenkmalen können die Objektnummern unbekannt sein und deshalb fehlen bzw. die Links von aus der Datenbank entfernten Objektnummern ins Leere führen. Ein ggf. vorhandenes Icon  führt zu den Angaben des Kulturdenkmals bei Wikidata.

## Liste der Kulturdenkmale in Eutritzsch
| Bild                                    | Bezeichnung | Lage                                                                      | Datierung | Beschreibung | ID       |
| --------------------------------------- | --- | ------------------------------------------------------------------------- | --- | --- | -------- |
|                                         | Schule | Anhalter Straße 1 (Karte)                                                 | 1908–1910 (Schule) | Putzfassade, zum Schulhof Mittelrisalit und Zwerchhäuschen mit Uhr, Reformarchitektur, baugeschichtlich von Bedeutung | 09262966 |
|                                         | Mietshaus in geschlossener Bebauung | Anhalter Straße 3 (Karte)                                                 | um 1905 (Mietshaus) | historisierende Klinkerfassade, Stuck und Holzpaneele im Eingangsbereich, baugeschichtlich von Bedeutung | 09262827 |
| Direkt Bild zu diesem Denkmal hochladen | Mehrfamilienhäuser einer Wohnanlage | Anhalter Straße 4; 6; 8; 10; 12 (Karte)                                   | 1936–1938 (Mehrfamilienwohnhaus) | Putzfassade, Hauseingänge mit Verdachungen auf Konsolen, ortsentwicklungs- und baugeschichtliche Bedeutung, siehe auch Bernburger Straße 2/4 | 08966353 |
|                                         | Mietshaus in geschlossener Bebauung | Anhalter Straße 5 (Karte)                                                 | um 1905 (Mietshaus) | historisierende Putzfassade, Holzpaneele im Eingangsbereich, baugeschichtlich von Bedeutung | 09264862 |
|                                         | Mietshaus in geschlossener Bebauung | Anhalter Straße 7 (Karte)                                                 | bezeichnet 1904 (Mietshaus) | historisierende Putzfassade mit Putzgliederung, Holzpaneele im Eingangsbereich, baugeschichtlich von Bedeutung | 09262826 |
| Direkt Bild zu diesem Denkmal hochladen | Mietshaus einer Wohnanlage, mit begrüntem Innenhof | Anhalter Straße 9 (Karte)                                                 | 1912 (Mehrfamilienwohnhaus) | Putzfassade mit Putz- und Kunststeingliederung, Reformarchitektur, sozialhistorisch und baugeschichtlich von Bedeutung, siehe auch Schiebestraße 45–49 | 09291197 |
| Direkt Bild zu diesem Denkmal hochladen | Mehrfamilienhäuser einer Wohnanlage | Anhalter Straße 11; 13 (Karte)                                            | 1926 (Mehrfamilienwohnhaus) | Putzfassaden, Eingangsportale in Klinkerbauweise, im traditionalistischen Stil, baugeschichtlich und sozialgeschichtlich von Bedeutung, siehe auch Gedikestraße 20–28 | 09294388 |
|                                         | Einzeldenkmal o. g. Sachgesamtheit: Mehrfamilienhäuser einer Wohnanlage (siehe auch Sachgesamtheitsdokument – Obj. 09305684, Anhalter Straße 15, 17, 17a) | Anhalter Straße 15; 17; 17a (Karte)                                       | 1931 (Mehrfamilienwohnhaus) | Teil einer geschlossen erhaltenen Beamten-Wohnanlage der Zeit, im traditionalistischen Stil, Putzfassade, Loggien, markante farbige Fassadengestaltung, baugeschichtlich und städtebaulich von Bedeutung, siehe auch Gedikestraße 1–7 und Heinickestraße 6/8 | 09294426 |
| Weitere Bilder                          | Sachgesamtheit Wohnanlage Eutritzsch der Gemeinnützigen Beamten-Baugenossenschaft, mit folgenden Einzeldenkmalen: Mehrfamilienhäuser Anhalter Straße 15, 17, 17a (Obj. 09294426), Bonhoefferstraße 1, 3, 5, 7 (Obj. 09294429), Bonhoefferstraße 2, 4, 6, 8 (Obj. 09294452), Gedikestraße 1, 3 (Obj. 09263800), Gedikestraße 5 (Obj. 09263799), Gedikestraße 7 (Obj. 09263798), Heinickestraße 2, 4 (Obj. 09263797), Heinickestraße 6 (Obj. 09294453), Heinickestraße 8 (Obj. 09263796), Paul-Schneider-Straße 1, 3, 5, 7 (Obj. 09294482), Paul-Schneider-Straße 2, 4, 6, 8 (Obj. 09294539) sowie Wittenberger Straße 44, 46, 48, 50 (Obj. 09294527), weiterhin mit den Sachgesamtheitsteilen: Laden-Anbau (Gedikestraße 7a), Vorgärten an der Bonhoefferstraße, Gedikestraße und Paul-Schneider-Straße sowie begrünte Innenhöfe | Anhalter Straße 15; 17; 17a (Karte)                                       | 1928–1931 (Wohnanlage) | geschlossene erhaltene Beamten-Wohnanlage der Zeit, im traditionalistischen Stil, markante farbige Fassadengestaltung, baugeschichtlich und städtebaulich von Bedeutung | 09305684 |
| Direkt Bild zu diesem Denkmal hochladen | Mietshaus in geschlossener Bebauung | Anhalter Straße 19 (Karte)                                                | um 1915 (Mietshaus) | Putzfassade mit abwechslungsreicher Putzstruktur, Klinkersockel, großes Dachhaus, Reformarchitektur, baugeschichtlich von Bedeutung | 09263753 |
| Direkt Bild zu diesem Denkmal hochladen | Einzeldenkmal o. g. Sachgesamtheit: Mehrfamilienhäuser einer Wohnanlage (siehe auch Sachgesamtheitsdokument – Obj. 09305679, Dessauer Straße 31–37) | Arthur-Hausmann-Straße 1; 5; 7; 9 (Karte)                                 | 1929–1931 (Mehrfamilienwohnhaus) | Putzfassade, Klinkereinfassungen an den Haustüren, eine Hausnummer Arthur-Hausmann-Straße 3 existiert nicht, bemerkenswerte Wohnbauten im Stil der Moderne, Architekt: Georg Wrede, städtebaulich und baugeschichtlich von Bedeutung, siehe auch Theresienstraße 38–48 und Hartzstraße 12–20 | 09294920 |
| Direkt Bild zu diesem Denkmal hochladen | Mehrfamilienhaus einer Wohnanlage, mit Vorgarten | Arthur-Hausmann-Straße 2 (Karte)                                          | um 1925 (Mehrfamilienwohnhaus) | mehrfarbige Putzfassade, baugeschichtlich von Bedeutung, siehe auch Dessauer Straße 39–45, Hamburger Straße 27/29 und Theresienstraße 50–60 | 09294923 |
| Direkt Bild zu diesem Denkmal hochladen | Mehrfamilienhäuser einer Wohnanlage, mit Vorgärten | Arthur-Hausmann-Straße 6; 8; 10; 12 (Karte)                               | nach 1930 (Mehrfamilienwohnhaus) | Putzfassade mit Klinkergliederung, Nummer 6 mit einem farbigen Bleiglasfenster im Treppenhaus, im traditionalistischen Stil der Zeit, baugeschichtlich von Bedeutung | 09262824 |
| Weitere Bilder                          | Mehrfamilienhäuser einer Wohnanlage, mit Vorgärten | Arthur-Hausmann-Straße 9a; 11; 13; 15 (Karte)                             | nach 1930 (Mehrfamilienwohnhaus) | Putzfassade mit Klinkergliederung, Treppenhausrisalite mit Giebelabschluss, bleiverglaste Treppenhausfenster, baugeschichtlich von Bedeutung, siehe auch Theresienstraße 45–49 | 09294918 |
|                                         | Einzeldenkmal obiger Sachgesamtheit: Dienstgebäude im preußischen Betriebsteil des Hauptbahnhofs, mit Treppenaufgang zum Gleisfeld und Pforte an der Berliner Straße (siehe auch Sachgesamtheitsbestandteildokument – Obj. 09304791, Berliner Straße, ohne Nr.) | Berliner Straße (Karte)                                                   | um 1910 (Sozialgebäude) | eingeschossiger Putzbau, Reformarchitektur, eisenbahngeschichtlich und baugeschichtlich von Bedeutung | 09305161 |
| Direkt Bild zu diesem Denkmal hochladen | Sachgesamtheitsbestandteil obiger Sachgesamtheit, mit den Einzeldenkmalen: Bahnbetriebswerk West (Obj. 09294979, Berliner Straße 90) sowie Dienstgebäude (Obj. 09305161 – Berliner Straße, ohne Nr.) – (siehe auch Sachgesamtheitsdokument – Obj. 09304785, Willy-Brandt-Platz 7) | Berliner Straße (Karte)                                                   | um 1910 (Eisenbahnbauten) | eisenbahngeschichtliche und -technische Relevanz, baugeschichtliche und städtebauliche Bedeutung | 09304791 |
|                                         | Ehemaliges Fabrikgebäude in offener Bebauung | Berliner Straße 65 (Karte)                                                | nach 1907 (Fabrik) | Klinkerfassade, straßenbildprägender Fabrikbau, ehemals Strickwarenfabrik, überregionale Bedeutung für die Wirtschaftsgeschichte | 09263071 |
| Weitere Bilder                          | Fabrikgebäude in Ecklage und in halboffener Bebauung | Berliner Straße 69 (Karte)                                                | um 1900 (Fabrik) | erbaut für die Carl Kästner Geldschrank- und Tresorherstellung, ab 1900 Aktiengesellschaft, zeittypische Klinkerfassade, mit Radfahrerrelief als Hinweis auf den Hauptaktionär »Lipsia-Fahrrad-Industrie-AG«, industriegeschichtlich von Bedeutung | 09294389 |
|                                         | Fabrikantenvilla und Fabrikgebäude im Hof | Berliner Straße 71 (Karte)                                                | bezeichnet 1899 (Fabrikantenvilla), 1899–1900 (Fabrik) | Villa zweigeschossiger historisierender Putzbau, Fabrikhof mit Metall-Gießerei und -Dreherei, bestehend aus vier Gebäuden; An dem Bau des überregional bekannten Architekten Max Bösenberg besteht ein gesteigertes baugeschichtliches Interesse, zudem ist dem Grundstück ortsentwicklungsgeschichtliche und industriegeschichtliche Relevanz zuzusprechen. Die Gießerei Friedrich Eduard Erich & Sohn (Max Richard Erich), auch Fabrik für Bedürfniss-Anstalten bzw. Fabrik für Bade-Einrichtungen, stellte zum 1. Mai 1899 einen Bauantrag für den Bau eines Wohnhauses und beauftragte den renommierten Architekten Max Bösenberg mit Entwurfsplanung und Bauüberwachung (unterzeichnet für Bösenberg durch Küster i. V.). Zeitgleich sollte ein Nebengebäude entstehen, und zum Jahresende wurde ein Lagerschuppen beantragt. Zum 26. Juni 1899 wurde die Baugenehmigung erteilt und fast auf den Tag genau ein Jahr später konnte die Schlussrevision vorgenommen werden. Bereits im September 1900 wurden Pläne für einen Fabrikanbau eingereicht und im Oktober für ein Lagergebäude, beide wieder vom Büro Max Bösenberg. Im Jahr 1902 wurde der Betrieb als Tiegelgießerei bezeichnet, auch als Fabrik für Gas- und Wasserleitungsanlagen. Es folgten weitere Um-, An- und Ausbauten der Fabrikgebäude sowie die Nutzung durch die Maschinenfabrik Curt Sachse & Co., die Geschossdreherei Karl Jurisch, die Auto-Reparaturwerkstatt M. Erich Kiwus, das Unternehmen Max Gläser & Co. für Textil-Rohstoffe, eine Großhandlung für Druckereibedarf und Spezialhaus für Lithografiesteine bzw. Zinkgießerei Klötzer & Co. Im Jahr 1900 konnte die herrschaftliche Fabrikantenvilla bezogen werden, zweigeschossig mit Drempel und Unterkellerung. Die klare, aber reich dekorierte Fassade besitzt Putz- und Kunststeingliederungen, straßenseitig einen polygonalen Standerker sowie einen seitlich zurückgesetzten Treppenrisalit mit Hauseingang, ein überstehendes Dach mit verzierten Balkenköpfen. Kräftige Rahmungen fassen die Fenster im oberen Geschoss ein, während das Parterre flächig mit Putznutung versehen war. Eckquaderungen in Putz und Stuck fassen auf der Entwurfszeichnung den historistischen Villenbau, dessen Dekor den Übergang vom Historismus zum Jugendstil zeigt. Erhalten sind unter anderem die Fenster und Türen im Inneren. Der Werkshof mit seinen mehrfach veränderten und im Krieg teilbeschädigten Klinkergebäuden ergänzt das Wohn- und Fabrikgrundstück in einzigartiger Weise, wozu die unmittelbare Lage in Bahnhofsnähe beiträgt. Ein auf 1943 datiertes Blatt in der Bauakte zeigt die Zeichnung eines Gartenteichs, der Löschzwecken dienen sollte. An dem Bau des überregional bekannten Architekten Max Bösenberg besteht ein gesteigertes baugeschichtliches Interesse, zudem ist dem Grundstück ortsentwicklungsgeschichtliche und industriegeschichtliche Relevanz zuzusprechen. – LfD/2014 | 09263072 |
|                                         | Werkstattgebäude in halboffener Bebauung | Berliner Straße 75 (Karte)                                                | um 1890 (Werkstatt) | zeittypische Klinkerfassade mit Jalousieblenden; Zeugnis der industriellen Erschließung des Viertels, baugeschichtlich und wirtschaftsgeschichtlich von Bedeutung | 09263778 |
| Direkt Bild zu diesem Denkmal hochladen | Wohn- und Geschäftshaus in halboffener Bebauung | Berliner Straße 81a (Karte)                                               | um 1905 (Wohn- und Geschäftshaus) | sparsam dekorierte Putzfassade, Terrasse zur Straße, baugeschichtlich und wirtschaftsgeschichtlich von Bedeutung | 09262997 |
|                                         | Werkstattgebäude in halboffener Bebauung | Berliner Straße 83 (Karte)                                                | um 1900 (Werkstatt) | Klinkerfassade mit grünglasierter Ziegelgliederung, Zeugnis der industriellen Entwicklung des Viertels, baugeschichtlich und wirtschaftsgeschichtlich von Bedeutung | 09262996 |
|                                         | Einzeldenkmal obiger Sachgesamtheit: Lokomotivschuppen und Unterkunftsgebäude sowie Einfriedung entlang der Berliner Straße bis zur Berliner Brücke (siehe auch Sachgesamtheitsbestandteildokument – Obj. 09304791, Berliner Straße, ohne Nr.) | Berliner Straße 90 (Karte)                                                | 1903–1904 (Lokomotivschuppen), 1906–1907 (Übernachtungsgebäude)                                                                                                   | siehe auch den benachbarten Lokomotivschuppen III (Objekt 09260358, Rackwitzer Straße 1, 3, OT Schönefeld-Abtnaundorf), erbaut als Lokomotivschuppen II der preußischen Staatsbahn, überregionale eisenbahngeschichtliche und -technische Relevanz, baugeschichtliche und städtebauliche Bedeutung | 09294979 |
| Weitere Bilder                          | Einzeldenkmale o. g. Sachgesamtheit: Gedenkstein und zahlreiche Grabmale sowie Denkmal für die Gefallenen des Ersten Weltkriegs (siehe auch Sachgesamtheitsdokument – Obj. 09305678) | Berliner Straße 123 (Karte)                                               | ab 1864 (Grabmal) | ortsgeschichtlich und religionsgeschichtlich von Bedeutung Alter Israelitischer Friedhof 1862 erwarb die Leipziger israelitische Gemeinde ein Gelände auf Delitzscher Flur zur Anlage eines neuen Friedhofs, da der seit 1814 bestehende Friedhof im Johannistal nicht mehr erweiterbar war. Der neue Friedhof wurde 1864 eingeweiht. Die langgestreckte, schmale Anlage wird von einer Mittelallee durchschnitten und durch Mauern in mehrere Abteilungen unterteilt. Eine ursprünglich vorhandene Feierhalle ist zerstört. Wie auf jüdischen Friedhöfen üblich, stehen die Grabstelen dicht an dicht und nach Osten ausgerichtet. Fehlende Stelen sind durch Nummernsteine gekennzeichnet. In der Abt. I finden sich in 49 Reihen die ältesten Steine aus den 1860er bis 1870er Jahren: Sandsteinstelen mit antikisierenden Giebelbekrönungen und Eckakroterien, die meist hebräischen Inschriften stark verwittert. Aus der gleichen Zeit stammen die Wandgrabmale an den beiden Umfassungsmauern, ebenfalls aus Sandstein und wegen ihrer feinteiligen Gestaltung stark gefährdet. Neben neogotischen und Renaissanceformen finden sich hier häufig maurische Stilelemente, so der Hufeisenbogen und feinteilige orientalisierende Ornamentik. (Fam. Wolff, Nummer 3, Fam. Hermann Aaron Meyer, Nummer 10). Vorbild dafür waren offensichtlich die Formen der 1855 errichteten Gemeindesynagoge in der Gottschedstraße. Häufig finden sich vor den Wandgrabmalen aufgestellte ovale Marmorplatten, wie sie zu der Zeit auch auf christlichen Friedhöfen gebräuchlich waren. Als Symbole sind verbreitet: segnende Hände (Priesterabkommen), Sabbatleuchter, Wasserkrug (Herkunft vom Stamme Levis) Traube (Fruchtbares Israel). Am Anfang der Abt. I steht ein Grabhaus (Nefesch). Unter den repräsentativen Grabmalen an den Zwischenwänden finden sich die von Henriette Goldschmidt, Begründerin des Allgemeinen Deutschen Frauenvereins, der Bankiers Jakob Plaut und Samuel Kroch, des Kaufhausbesitzers Breslauer und der Familie Ariowitsch, Stifter des jüdischen Altersheimes. Die Wandgrabmale ab der Jahrhundertwende sind vom gleichen Typ wie die auf christlichen Friedhöfen, wie dort wird Muschelkalk als Material bevorzugt. Bei den Stelen überwiegt jetzt schwarzer Granit. Der jüdische Architekt Wilhelm Haller entwarf 1926 das Ehrenmal für die Gefallenen des Ersten Weltkriegs in Art-déco-Formen. Bis 1932, kurz nach der Einweihung des Neuen Israelitischen Friedhofs an der Delitzscher Straße, wurde auf dem Alten Israelitischen Friedhof beerdigt, in der V. Abteilung sind Urnen von KZ-Opfern bestattet. LfD/1998/2002 | 09263806 |
| Direkt Bild zu diesem Denkmal hochladen | Sachgesamtheit Alter Israelitischer Friedhof, mit folgenden Einzeldenkmalen: Gedenkstein und zahlreiche Grabmale sowie Denkmal für die Gefallenen des Ersten Weltkriegs (siehe auch Einzeldenkmalobjekt – Obj. 09263806) sowie eine Allee und als Sachgesamtheitsteil die Terrasse nahe dem Eingang | Berliner Straße 123 (Karte)                                               | 1864 eingeweiht (Friedhof) | Nebengebäude vor 2016 abgebrochen, ortsgeschichtlich und religionsgeschichtlich von Bedeutung | 09305678 |
| Direkt Bild zu diesem Denkmal hochladen | Sachgesamtheit Nordfriedhof, mit folgenden Einzeldenkmalen: Verwaltungsgebäude, Parentationshalle und Nebengebäude, Denkmal für die Gefallenen des Ersten Weltkriegs, Grabmäler, sieben Brunnen, drei Bänke im Eingangsbereich, Einfriedung und Friedhofstor (siehe Einzeldenkmaldokument – Obj. 09263807) sowie gärtnerisch gestaltete Friedhofsanlage mit drei Alleen | Berliner Straße 125; 127 (Karte)                                          | 1881 eingeweiht (Friedhof) | zahlreiche bedeutsame Grabmäler (Wandstellen und Reihengräber), Brunnen um 1912 aus Kunststein, die drei originalen Bänke vom Typ »Leipziger Rinde«, von ortsgeschichtlicher Bedeutung, auch von gartenhistorischem Zeugniswert | 09305677 |
| Direkt Bild zu diesem Denkmal hochladen | Gedenkstein auf dem Friedhof zur Erinnerung an Gefallene der Völkerschlacht bei Leipzig 1813 | Berliner Straße 125; 127 (Karte)                                          | 1899 (Gedenkstein) | Die sterblichen Überreste der an dieser Stelle bestatteten Soldaten wurden beim Erweiterungsbau der Leipziger Gasanstalt in Eutritzsch gefunden; geschichtlich von Bedeutung | 09298028 |
| Direkt Bild zu diesem Denkmal hochladen | Einzeldenkmal o. g. Sachgesamtheit: Verwaltungsgebäude, Parentationshalle und Nebengebäude, Denkmal für die Gefallenen des Ersten Weltkriegs, Grabmäler, sieben Brunnen, drei Bänke im Eingangsbereich, Einfriedung und Friedhofstor (siehe auch Sachgesamtheitsdokument – Obj. 09305677) | Berliner Straße 125; 127 (Karte)                                          | ab 1881 (Grabmale) | zahlreiche bedeutsame Grabmäler (Wandstellen und Reihengräber, siehe auch beigefügte Liste), Brunnen um 1912 aus Kunststein, die drei originalen Bänke vom Typ „Leipziger Rinde“, von ortsgeschichtlicher Bedeutung, auch von gartenhistorischem Zeugniswert; Als zweiter städtischer Friedhof (nach dem Neuen Johannisfriedhof) wurde 1881 der Nordfriedhof geweiht, der die Verstorbenen der Nordparochie und die der nördlichen Innenstadt aufnehmen sollte. Er liegt unmittelbar neben dem jüdischen Friedhof und wird, dem traditionellen Schema entsprechend, durch drei Hauptalleen und rechtwinklig kreuzende Wege erschlossen und durch mehrere Zwischenmauern unterteilt. Um 1884 entstand nach Plänen von Otto Brückwald eine repräsentative Kapellenanlage im Stil der italienischen Renaissance mit zwei seitlichen Leichenhallen. Nach Kriegszerstörungen sind davon nur noch zwei veränderte Gebäude erhalten, während die gegenüberliegenden Gebäude des Wirtschaftshofes mit der Wohnung für Inspektor und Totengräber in ursprünglicher Form bestehen blieben. An den Außenmauern und Zwischenwänden liegen die Grabstellen des Bürgertums, die ältesten aus den 1880er Jahren meist als schlichte Giebelarchitekturen aus Sandstein und mit eisernen Einfassungen. Kunsthandwerklich bemerkenswert das Grabmal der Familie di Pol (Terrazzofabrik) mit Mosaikfeld im Tympanon (1906); unter den hier Begrabenen sind besonders der Verleger, Buchdrucker und Stifter Karl Christian Philipp Tauchnitz († 1884), der Verleger Ernst Otto Seemann († 1904) und der erste Leipziger Zoodirektor Ernst Pinkert († 1909) zu nennen. – LfD/1998/2002 | 09263807 |
| Direkt Bild zu diesem Denkmal hochladen | Drei Handschwengelpumpen mit Brunnenschacht und Abdeckplatte | Berliner Straße 125; 127 (bei) (Karte)                                    | nach 1900 (Handschwengelpumpe) | eine Pumpe Typ Gotik, ortsgeschichtlich von Bedeutung | 09263808 |
| Direkt Bild zu diesem Denkmal hochladen | Mehrfamilienhäuser einer Wohnanlage | Bernburger Straße 2; 4 (Karte)                                            | 1936–1938 (Mehrfamilienwohnhaus) | Putzfassade, Hauseingänge mit Verdachungen auf Konsolen, ortsentwicklungs- und baugeschichtliche Bedeutung, siehe auch Anhalter Straße 4–12 | 08966354 |
| Direkt Bild zu diesem Denkmal hochladen | Einzeldenkmal o. g. Sachgesamtheit: Sechs Mietshäuser der Wohnanlage (Nr. 16, 18, 20, 24, 26, 28), Verwaltungsgebäude/Kindergarten (Nr. 22) und zwei Nebengebäude (siehe auch Sachgesamtheitsdokument – Obj. 09305359, Bernburger Straße 16–28) | Bernburger Straße 16; 18; 20; 22; 24; 26; 28 (Karte)                      | 1899–1901 (Mehrfamilienwohnhaus) | Teil einer geschlossenen Wohnanlage des sozialen Wohnungsbaus, benannt nach dem Verleger Herrmann Julius Meyer (Verleger des bekannten Meyers Konversations-Lexikons), Stifter des »Vereins zur Erbauung billiger Wohnungen«, Putzfassaden mit Ziegelgliederung, Architekt: Max Pommer, baugeschichtlich und sozialgeschichtlich von Bedeutung, siehe auch Hamburger Straße 42–64, Schönefelder Straße 44–70 und Theresienstraße 61–73 | 09262812 |
|                                         | Sachgesamtheit Wohnanlage Meyersche Häuser Eutritzsch, mit folgenden Einzeldenkmalen: sechs Mietshäuser Bernburger Straße 16, 18, 20, 24, 26, 28 sowie Verwaltungsgebäude/Kindergarten (Bernburger Straße 22) und zwei Nebengebäude (Obj. 09262812), 12 Mietshäuser Hamburger Straße 42, 44, 46, 48, 50, 52, 54, 56, 58, 60, 62, 64 (Obj. 09262811), sieben Mietshäuser Theresienstraße 61, 63, 65, 67, 69, 71, 73 (Obj. 09262813), 14 Mietshäuser Schönefelder Straße 44, 46, 48, 50, 52, 54, 56, 58, 60, 62, 64, 66, 68, 70 (Obj. 09262814) sowie gestaltete Grünanlage im Blockinnenhof, Mietergärten und Trockenplatz, weiterhin mit folgenden Sachgesamtheitsteilen: zwei Toreinfahrten an der Bernburger Straße | Bernburger Straße 16; 18; 20; 22; 24; 26; 28 (Karte)                      | 1899–1901 (Wohnanlage) | geschlossene Wohnanlage des sozialen Wohnungsbaus, benannt nach dem Verleger Herrmann Julius Meyer (Verleger des bekannten Meyers Konversations-Lexikons), Stifter des »Vereins zur Erbauung billiger Wohnungen«, Putzfassaden mit Ziegelgliederung, Architekt: Max Pommer, baugeschichtlich und sozialgeschichtlich von Bedeutung | 09305359 |
|                                         | Fabrikgebäude in rückwärtiger Lage und Ammoniakverdichter | Bitterfelder Straße 7; 9 (Karte)                                          | 1913 (Kühlhaus), 1913 (Fabrikgebäude) | Klinkerfassade, Lage am Industriegleis, seltene und ungewöhnlich große Anlage zur Verdichtung von Ammoniak, früher Stahlbetonbau, ortsgeschichtlich und technikgeschichtlich von Bedeutung | 09262994 |
| Weitere Bilder                          | Fabrikgebäude in Ecklage in offener Bebauung, mit seitlicher Einfriedung und Toreinfahrt | Bitterfelder Straße 13 (Karte)                                            | um 1900 (Fabrikgebäude) | Klinkerfassade, Kellerfenstergitter, hervorgehobene Eckgestaltung, zeittypisches Industriegebäude, baugeschichtlich und ortsgeschichtlich von Bedeutung | 09262993 |
| Direkt Bild zu diesem Denkmal hochladen | Einzeldenkmal o. g. Sachgesamtheit: Mehrfamilienhäuser einer Wohnanlage (siehe auch Sachgesamtheitsdokument – Obj. 09305684, Anhalter Straße 15, 17, 17a) | Bonhoefferstraße 1; 3; 5; 7 (Karte)                                       | 1929–1930 (Mehrfamilienwohnhaus) | Teil einer geschlossen erhaltenen Beamten-Wohnanlage der Zeit, im traditionalistischen Stil, Putzfassade, Loggien, markante farbige Fassadengestaltung, baugeschichtlich und städtebaulich von Bedeutung, siehe auch Gedikestraße 5 und Heinickestraße 6 | 09294429 |
| Direkt Bild zu diesem Denkmal hochladen | Einzeldenkmal o. g. Sachgesamtheit: Mehrfamilienhäuser einer Wohnanlage (siehe auch Sachgesamtheitsdokument – Obj. 09305684, Anhalter Straße 15, 17, 17a) | Bonhoefferstraße 2; 4; 6; 8 (Karte)                                       | 1929–1930 (Mehrfamilienwohnhaus) | Teil einer geschlossen erhaltenen Beamten-Wohnanlage der Zeit, im traditionalistischen Stil, Putzfassade, Loggien, markante farbige Fassadengestaltung, baugeschichtlich und städtebaulich von Bedeutung, siehe auch Gedikestraße 7 und Heinickestraße 8 | 09294452 |
| Direkt Bild zu diesem Denkmal hochladen | Wohnhaus in offener Bebauung | Bünaustraße 4a (Karte)                                                    | 1. Hälfte 19. Jh. (Wohnhaus) | vermutliches ehemaliges Bauernhaus, Putzbau mit Krüppelwalmdach, ortsentwicklungsgeschichtlich von Bedeutung | 09294390 |
| Direkt Bild zu diesem Denkmal hochladen | Wohnhaus in halboffener Bebauung (bauliche Einheit mit Nr. 7), mit Vorgarten | Bünaustraße 5 (Karte)                                                     | bezeichnet 1895, später überformt (Wohnhaus) | historisierende Putzfassade, bleiverglaste Treppenhausfenster, eisernes Vordach, breiter Erker zur Straße, baugeschichtlich von Bedeutung | 09294809 |
| Direkt Bild zu diesem Denkmal hochladen | Wohnhaus in halboffener Bebauung (bauliche Einheit mit Nr. 5), mit Vorgarten | Bünaustraße 7 (Karte)                                                     | 1895 (Wohnhaus) | historisierende Putzfassade mit Balkon, baugeschichtlich von Bedeutung | 09294808 |
| Direkt Bild zu diesem Denkmal hochladen | Mietshaus (mit zwei Hausnummern) in offener Bebauung | Bünaustraße 7a; 7b (Karte)                                                | um 1915 (Mietshaus) | Putzfassade, zwei Seitenrisalite mit Dreiecksgiebel, Reformarchitektur, baugeschichtlich von Bedeutung | 09294807 |
| Direkt Bild zu diesem Denkmal hochladen | Mietshaus (Nr. 9) in offener Bebauung, mit Vorgarten und weiteres Mietshaus (Nr. 11) in rückwärtiger Lage | Bünaustraße 9; 11 (Karte)                                                 | bezeichnet 1935 (Mietshaus) | beide Häuser zeittypische Putzfassade mit farbiger Putzgliederung, Eingangsfassade durch Balkons betont, stilistisch zwischen Traditionalismus und Moderne, baugeschichtlich von Bedeutung | 09294806 |
| Direkt Bild zu diesem Denkmal hochladen | Wohnhaus, Seitengebäude, Scheune und Hofpflasterung eines Bauernhofes | Bünaustraße 13 (Karte)                                                    | 2. Hälfte 19. Jh. (Bauernhaus), nach 1800 (Seitengebäude), bezeichnet 1736 (Scheune)                                                                              | einziges Gut, das den Brand 1736 in »Klein Ende« überstand, Wiederaufbau durch Urban Apitzsch, Scheune bezeichnet 1736 mit Lehmwänden und Porphyrtafel, baugeschichtlich und ortsentwicklungsgeschichtlich von Bedeutung | 09294394 |
| Direkt Bild zu diesem Denkmal hochladen | Einzeldenkmal o. g. Sachgesamtheit: Mehrfamilienhaus einer Wohnanlage (siehe auch Sachgesamtheitsdokument – Obj. 09305683, Buschenaustraße 1–6) | Buschenaustraße 1 (Karte)                                                 | 1929 (Mehrfamilienwohnhaus) | Putzfassade mit Klinkergliederung, Treppenhausfenster mit Strukturglas, baugeschichtlich und städtebaulich von Bedeutung, siehe auch Buschenaustraße 2 und 4/6 und Dieselstraße 1–7 und 9/11 | 09262846 |
| Direkt Bild zu diesem Denkmal hochladen | Sachgesamtheit Städtische Wohnanlage Buschenaustraße, mit folgenden Einzeldenkmalen: Mehrfamilienhäuser Buschenaustraße 1 (Obj. 09262846), Buschenaustraße 2 (Obj. 09262848), Buschenaustraße 4, 6 (Obj. 09262849), Dieselstraße 1, 3, 5, 7 (Obj. 09262845) und Dieselstraße 9, 11 (Obj. 09262847), weiterhin mit folgenden Sachgesamtheitsteilen: Vorgärten an der Buschenaustraße und Hofgrün | Buschenaustraße 1; 2; 4; 6 (Karte)                                        | 1928–1929 (Wohnanlage) | Putzfassaden mit Klinkergliederung, baugeschichtlich und städtebaulich von Bedeutung | 09305683 |
| Direkt Bild zu diesem Denkmal hochladen | Einzeldenkmal o. g. Sachgesamtheit: Mehrfamilienhaus einer Wohnanlage (siehe auch Sachgesamtheitsdokument – Obj. 09305683, Buschenaustraße 1–6) | Buschenaustraße 2 (Karte)                                                 | 1928–1929 (Mehrfamilienwohnhaus) | Putzfassade mit Klinkergliederung, Treppenhausfenster mit Strukturglas, baugeschichtlich und städtebaulich von Bedeutung, siehe auch Dieselstraße 1–7 und 9/11 sowie Buschenaustraße 1 und 4/6 | 09262848 |
| Direkt Bild zu diesem Denkmal hochladen | Einzeldenkmal o. g. Sachgesamtheit: Mehrfamilienhäuser einer Wohnanlage (siehe auch Sachgesamtheitsdokument – Obj. 09305683, Buschenaustraße 1–6) | Buschenaustraße 4; 6 (Karte)                                              | 1928–1929 (Mehrfamilienwohnhaus) | Putzfassade mit Klinkergliederung, baugeschichtlich und städtebaulich von Bedeutung, siehe auch Dieselstraße 1–7 und 9/11 und Buschenaustraße 1 und 2 | 09262849 |
|                                         | Arthur-Bretschneider-Park: Parkanlage | Coppistraße (Karte)                                                       | 1899–1904 (Parkanlage), Erweiterung 1912–1914 (Parkanlage) | im Zusammenhang mit städtebaulichen Erweiterungen im Leipziger Norden Einrichtung einer öffentlichen Parkanlage auf den Rietzschkewiesen, ortsgeschichtlich und gartenkünstlerisch von Bedeutung | 09262706 |
|                                         | Mietvilla in halboffener Bebauung, mit Vorgarten zur Delitzscher Straße | Coppistraße 1 (Karte)                                                     | nach 1880 (Mietvilla) | angebaut an Delitzscher Straße 51, historisierende Putzfassade, verandaförmiger Vorbau mit Austritt aus dem Obergeschoss, Gartenplastik, baugeschichtlich von Bedeutung | 09294430 |
|                                         | Villa mit Garten | Coppistraße 2 (Karte)                                                     | bezeichnet 1890, im Kern viell. älter (Villa) | Putzfassade mit Porphyrtuffgliederung, zur Straße Mittelrisalit mit Volutengiebel sowie Eckerker, zum Garten Turm mit Fachwerkgeschoss, im Stil der Neorenaissance, baugeschichtlich und ortsentwicklungsgeschichtlich von Bedeutung | 09294431 |
|                                         | Doppelwohnhaus in offener Bebauung, mit Vorgarten und Einfriedung | Coppistraße 3; 5 (Karte)                                                  | um 1880 (Doppelwohnhaus) | historisierende Putzfassade mit Stuckdekoration, Porphyrtuffsockel, baugeschichtlich und ortsentwicklungsgeschichtlich von Bedeutung | 09294432 |
|                                         | Mietshaus in geschlossener Bebauung | Coppistraße 6 (Karte)                                                     | bezeichnet 1912 (Mietshaus) | Putzfassade mit Balkons und Erkern, Sandsteinsockel, Marmorwandverkleidung im Eingangsbereich, Treppenhausfenster mit Resten von Bleiverglasung, Reformarchitektur, baugeschichtlich von Bedeutung | 09294811 |
| Weitere Bilder                          | Villa mit Garten, Gartenpavillon und seitlicher Einfriedung | Coppistraße 7 (Karte)                                                     | um 1850 (Villa) | Putzfassade, reiche Stuckausstattung der Innenräume, erbaut als eigenes Wohnhaus durch Architekt Ottomar Jummel, baugeschichtlich und ortsentwicklungsgeschichtlich von Bedeutung | 09298416 |
|                                         | Mietshaus in halboffener Bebauung | Coppistraße 8 (Karte)                                                     | 1912 (Mietshaus) | Putzfassade mit Fachwerkgiebel, Eckerker, Holzbalkone rückseitig, baugeschichtlich von Bedeutung | 09294435 |
| Weitere Bilder                          | Villa mit Remisengebäude, Einfriedung und Toreinfahrt | Coppistraße 9 (Karte)                                                     | um 1890 (Villa) | zeittypische Klinkerfassade mit Treppenturm, Remise mit Fachwerkobergeschoss, Villa des Kaufmanns Jacob Joachimsthal, später des Betriebsdirektors Wilhelm Schroers, baugeschichtlich und ortsentwicklungsgeschichtlich von Bedeutung | 09294434 |
|                                         | Mietshaus in offener Bebauung in Ecklage | Coppistraße 10 (Karte)                                                    | 1903–1904 (Mietshaus) | gut gegliederte Putzfassade mit Erkern und Holzbalkons, ein Bleiglasfenster im Windfang, Anklänge an den Jugendstil, baugeschichtlich von Bedeutung | 09294812 |
| Weitere Bilder                          | Apelstein Nr. 36 (V) | Delitzscher Straße (Karte)                                                | bezeichnet 1863 (Gedenkstein) | vor Haus Nummer 32, Gedenkstein zur Erinnerung an die Kämpfe der Völkerschlacht bei Leipzig 1813, 25.000 Mann unter General Blücher gegen die polnischen Truppen unter General Dombrowski, geschichtlich von Bedeutung | 09294400 |
|                                         | Eisenbahnviadukt zwischen Delitzscher Straße und Geibelstraße | Delitzscher Straße (Karte)                                                | 1878 (Viadukt) | eisenbahngeschichtlich von Bedeutung | 09294929 |
| Weitere Bilder                          | Wohnhaus (Nr. 15) in offener Bebauung, mit Einfriedung zum Viadukt, Nebengebäude im Hof und Fabrikhalle (Nr. 17) im Grundstück | Delitzscher Straße 15; 17 (Karte)                                         | um 1890 (Wohnhaus), Anfang 20. Jh. (Fabrikhalle) | Wohnhaus mit repräsentativer Klinkerfassade, Marmorverkleidung, Sandsteinsäulen, Windfangtür, im Stil des Historismus, Fabrikbau mit schlichter Ziegelfassade, baugeschichtlich und ortsgeschichtlich von Bedeutung | 09294395 |
|                                         | Mietshaus in offener Bebauung | Delitzscher Straße 19 (Karte)                                             | um 1875 (Mietshaus) | ehemals mit Remise im Hof, reduzierte Putzfassade mit Feldsteinsockel, ortsentwicklungsgeschichtlich von Bedeutung | 09294396 |
|                                         | Mietshaus (mit zwei Eingängen, Delitzscher Straße 21 und Wilhelm-Sammet-Straße 1) in offener Bebauung in Ecklage, mit Einfriedung, Toreinfahrt und Vorgarten | Delitzscher Straße 21 (Karte)                                             | 1891–1893 (Mietshaus) | Putzfassade mit Porphyrtuffgliederung, Eckturm mit Haube, Bleiglasfenster, im Stil des Späthistorismus, baugeschichtlich von Bedeutung | 09294433 |
| Weitere Bilder                          | Mietvilla, mit Remisengebäude im Hof und seitlicher Einfriedung | Delitzscher Straße 27 (Karte)                                             | 1868 (Mietvilla) | zeittypische historisierende Putzfassade mit charakteristischer Gliederung, Marmorstufen im Eingangsbereich, eisernes Vordach | 09294397 |
|                                         | Mietvilla mit Remisengebäude im Hof | Delitzscher Straße 29 (Karte)                                             | um 1900 (Mietvilla) | Putzfassade mit Mansarddach, Straßenfassade durch giebelbekrönten Vorbau betont, seitlich kleines säulengestütztes Eingangsbauwerk, im Reformstil der Zeit um 1910, baugeschichtlich von Bedeutung | 09294398 |
|                                         | Mietshaus in geschlossener Bebauung | Delitzscher Straße 32 (Karte)                                             | um 1900 (Mietshaus) | mit Läden, Putzfassade, Haustür mit geschliffenen Scheiben, Schablonenmalerei 1950er Jahre im Eingangsbereich, ortsentwicklungsgeschichtlich von Bedeutung | 09293001 |
|                                         | Mietshaus in halboffener Bebauung, mit Gedenktafel an der Fassade | Delitzscher Straße 34 (Karte)                                             | um 1905 (Mietshaus) | mit Läden, neobarocke Klinkerfassade, über dem Eingang Messingtafel: »Hier stand am 18. Oktober 1813 Fürst Blücher mit seinem Stab«, baugeschichtlich und ortsgeschichtlich von Bedeutung | 09294401 |
|                                         | Wohnhaus in offener Bebauung und Hofpflasterung | Delitzscher Straße 43 (Karte)                                             | um 1840 (Wohnhaus) | schlichte Putzfassade, Satteldach mit Dachhäuschen, typisches Haus der Ortserweiterung ab 1840, stadtentwicklungsgeschichtlich von Bedeutung | 09294374 |
|                                         | Zwei Mietshäuser in offener Bebauung in Ecklage, mit Ladenvorbau | Delitzscher Straße 47; 47a (Karte)                                        | 1934 (Mietshaus) | Nummer 47a mit Laden, dekorierte Putzfassade, Wandbild 1934, geätzte Treppenhausfenster, baugeschichtlich von Bedeutung | 09294402 |
|                                         | Mietshaus in halboffener Bebauung | Delitzscher Straße 49a (Karte)                                            | um 1930, Nummer 49a (Mietshaus) | zeittypische Putzfassade mit Anklängen an den Stil der Moderne, baugeschichtlich von Bedeutung für Nummer 49: Bock und Paatzsch traten als Bauherren, entwerfende und den Bau auch selbst leitende Architekten auf – geplant war ein viergeschossiges Eckwohnhaus. Der Antrag für den Bau kam im März 1933 zur Einreichung, jener zur Schlussbauabnahme am 23. September des gleichen Jahres. Mit der Ausführung waren die Baumeister Voigt & Böhme betraut worden, für die Statik die Firma Eisenfabrik und Eisengießerei Franz Mosenthin verantwortlich, zeitgleich entstand das Nachbarhaus Nummer 49a. Konsequent im modernen Zeitgeschmack präsentierte sich das viergeschossige Eckwohnhaus mit Glattputzfassade über Sichtklinkersockel, gedrungenen rechteckigen Fenstern und ehemals mit Fassadenmalerei. 1960 bis 1962 wurde der zum Teil aus der Fassade vorstehend errichtete Laden umgebaut im Auftrag der HO Industriewaren sowie 1994/1995 zu einer Bankfiliale. Zeitgleich erfolgten ein Dachgeschossausbau, Sanierung und Modernisierung. Im Rahmen einer Ortsteilüberprüfung wurden die Veränderungen am Gebäude als so umfassend denkmalunverträglich eingeschätzt (auch Wärmedämm-Verbundsystem straßenseitig), dass 2016 die Streichung aus der Kulturdenkmalliste erfolgte. Äußerlich ist lediglich die Hauseingangstür original erhalten. LfD/2017 | 09294403 |
|                                         | Mietshaus in geschlossener Bebauung | Delitzscher Straße 50 (Karte)                                             | 1883 (Mietshaus) | mit Hausdurchgang und ehemals mit Laden, Putzfassade noch von klassizistischer Wirkung, baugeschichtlich von Bedeutung | 09294404 |
|                                         | Mietvilla in halboffener Bebauung, mit Remisengebäude im Hof | Delitzscher Straße 51 (Karte)                                             | um 1880 (Mietvilla) | Mietvilla angebaut an Coppistraße 1, historisierende Putzfassade, zur Straße Mittelrisalit mit Tympanon, Treppenhaus mit Samtpolster auf dem Handlauf, farbige Bleiverglasung, zum Vorgarten Veranda, baugeschichtlich von Bedeutung | 09294405 |
|                                         | Mietshaus in geschlossener Bebauung, mit Hofpflasterung | Delitzscher Straße 52 (Karte)                                             | um 1900 (Mietshaus) | mit Tordurchfahrt und mit Läden, repräsentative Klinkerfassade, im Stil des Historismus, baugeschichtlich von Bedeutung | 09294406 |
|                                         | Villa mit Einfriedung und Vorgarten | Delitzscher Straße 53 (Karte)                                             | um 1895 (Villa) | mehrfarbige Klinkerfassade mit Freitreppe, Bleiglasfenster, im Stil der Neorenaissance, benannt nach dem Besitzer Baumeister Friedrich Max Uhlemann, ortsentwicklungsgeschichtlich und baugeschichtlich von Bedeutung | 09294407 |
|                                         | Mietshaus in geschlossener Bebauung | Delitzscher Straße 66 (Karte)                                             | um 1912 (Mietshaus) | mit Läden, Putzfassade mit breitem Kastenerker, Stuckreliefs im Eingangsbereich, bleiverglaste Treppenhausfenster, Reformarchitektur, baugeschichtlich von Bedeutung | 09294408 |
|                                         | Café- oder Restaurant-Gebäude in Ecklage (an ein Wohnhaus angebaut) | Delitzscher Straße 67 (Karte)                                             | um 1890 (Café) | dekorierte Putzfassade mit Putzgliederung, im Stil des Historismus, baugeschichtlich und ortsgeschichtlich von Bedeutung | 09294425 |
|                                         | Mietshaus in offener Bebauung | Delitzscher Straße 69 (Karte)                                             | um 1875 (Mietshaus) | mit Laden, historisierende Putzfassade, ortsentwicklungsgeschichtlich von Bedeutung | 09294493 |
|                                         | Mietshaus in geschlossener Bebauung | Delitzscher Straße 72b (Karte)                                            | um 1890 (Mietshaus) | mit Läden, mittenbetonte historisierende Putzfassade, Windfangtür im Eingangsbereich, baugeschichtlich von Bedeutung | 09294410 |
|                                         | Wohnhaus in offener Bebauung | Delitzscher Straße 73 (Karte)                                             | um 1875 (Wohnhaus) | historisierende Putzfassade, Lage nahe der Eutritzscher Kirche, ortsentwicklungsgeschichtlich von Bedeutung | 09297801 |
|                                         | Mietshaus in geschlossener Bebauung, mit Hofgebäude | Delitzscher Straße 74 (Karte)                                             | um 1910 (Mietshaus) | mit Laden, zeittypische Klinkerfassade, Schablonenmalerei, geätzte Treppenhausfenster, baugeschichtlich von Bedeutung | 09294411 |
|                                         | Mietshaus in geschlossener Bebauung | Delitzscher Straße 76 (Karte)                                             | um 1900 (Mietshaus) | mit Tordurchfahrt, mit Laden, historisierende Klinkerfassade, geätzte Treppenhausfenster, Schablonenmalerei in der Tordurchfahrt, baugeschichtlich von Bedeutung | 09294412 |
|                                         | Doppelmietshaus in offener Bebauung, mit seitlicher Einfriedung | Delitzscher Straße 77; 79 (Karte)                                         | um 1880 (Mietshaus) | historisierende Putzfassade mit reduzierter Gliederung, zwei Vorbauten mit Schweifgiebeln, Lage nahe der Eutritzscher Kirche, baugeschichtlich von Bedeutung | 09294772 |
|                                         | Mietshaus in halboffener Bebauung in Ecklage | Delitzscher Straße 78 (Karte)                                             | um 1912 (Mietshaus) | mit Läden, Putzfassade mit Erkern, Loggien, Terrazzo, Stuckfries und -relief im Eingangsbereich, Reformarchitektur, in prägender Ecklage zur Wittenberger Straße, baugeschichtlich und städtebaulich von Bedeutung | 09294413 |
|                                         | Mietshaus in geschlossener Bebauung und Hofgebäude | Delitzscher Straße 80 (Karte)                                             | um 1910 (Mietshaus) | mit Tordurchfahrt und mit Laden, Sandstein-Putz-Fassade mit Erkern, Stuck und Bleiglasfenster im Eingangsbereich, Reformarchitektur, baugeschichtlich von Bedeutung | 09294414 |
|                                         | Mietshaus in halboffener Bebauung | Delitzscher Straße 80a (Karte)                                            | um 1910 (Mietshaus) | mit Tordurchfahrt, Sandstein-Putz-Fassade mit breiten Erkern und Fachwerkgiebeln, Stuckreliefs in der Tordurchfahrt, Reformarchitektur, baugeschichtlich von Bedeutung | 09294415 |
|                                         | Mietshaus in offener Bebauung | Delitzscher Straße 81 (Karte)                                             | um 1908 (Mietshaus) | sparsam dekorierte Putzfassade mit Ziegelsockel, breiter Mittelrisalit mit Schweifgiebel, Windfangtür, Stuck und Holzpaneele im Eingangsbereich, baugeschichtlich von Bedeutung | 09261915 |
|                                         | Wohnhaus in ehemals halboffener Bebauung, mit seitlichem Garten und Einfriedung | Delitzscher Straße 82 (Karte)                                             | um 1905 (Wohnhaus) | Putzfassade mit Standerker zur Straße, eisernes Balkongitter, Stuckreste, baugeschichtlich von Bedeutung | 09294416 |
|                                         | Tor eines Mietshauses | Delitzscher Straße 88 (Karte)                                             | 1886 (Tor) | kunsthandwerksgeschichtlich von Bedeutung | 09260923 |
|                                         | Mietshaus in geschlossener Bebauung | Delitzscher Straße 90 (Karte)                                             | um 1890 (Mietshaus) | mit Tordurchfahrt und mit Laden, Klinker-Putz-Fassade, originale Ladenfront | 09291871 |
|                                         | Mietshaus in geschlossener Bebauung | Delitzscher Straße 94 (Karte)                                             | um 1900 (Mietshaus) | historisierende Klinkerfassade, Treppenhausfenster mit Resten geätzter Verglasung, baugeschichtlich von Bedeutung | 09294417 |
|                                         | Mietshaus in halboffener Bebauung in Ecklage | Delitzscher Straße 96 (Karte)                                             | um 1900 (Mietshaus) | mit Läden, vereinfachte Putzfassade, aber hochwertige Ausstattung, im Innern geätzte Verglasung, im Eingangsbereich Deckenmalerei, Stuck, Windfangtür, baugeschichtlich von Bedeutung | 09294418 |
|                                         | Ehemaliges Straßenbahndepot | Delitzscher Straße 97 (Karte)                                             | Anfang 20. Jh. (Straßenbahndepot) | Stahlfachwerk-Dachtragwerkskonstruktion, baugeschichtlich und technikgeschichtlich von Bedeutung | 09306394 |
|                                         | Einzeldenkmal o. g. Sachgesamtheit: Mehrfamilienhäuser einer Wohnanlage (siehe auch Sachgesamtheitsdokument – Obj. 09305688, Thaerstraße 1–38) | Delitzscher Straße 98; 98a; 100; 100a (Karte)                             | 1929 (Mehrfamilienwohnhaus) | markante Putzfassaden mit Klinkergliederung und Satteldächern, Haustüren mit geschliffenen Scheiben, bleiverglaste Treppenhausfenster, städtebaulich und baugeschichtlich von Bedeutung, siehe auch Thaerstraße 1–38 sowie Schönefelder Straße 1–7 | 09292512 |
|                                         | Wohnhaus in offener Bebauung | Delitzscher Straße 104 (Karte)                                            | um 1865 (Wohnhaus) | mit Ladeneinbau, Putzfassade, überhöhter Mittelrisalit, ortsentwicklungsgeschichtlich von Bedeutung | 09299420 |
| Direkt Bild zu diesem Denkmal hochladen | Einzeldenkmal o. g. Sachgesamtheit: drei Mehrfamilienhäuser (Nr. 105a/b, Nr. 105 c/d, Nr. 107–111) einer Wohnanlage (siehe auch Sachgesamtheitsdokument – Obj. 09305681, Delitzscher Straße 105–111) | Delitzscher Straße 105a; 105b; 105c; 105d; 107; 109; 111 (Karte)          | nach 1930 (Mehrfamilienwohnhaus) | ungewöhnlich gestaltete Putzbauten mit Flachdach, städtebaulich und baugeschichtlich von Bedeutung, siehe auch Gräfestraße 28–32 | 09294447 |
| Direkt Bild zu diesem Denkmal hochladen | Sachgesamtheit Zweite Wohnanlage der Bauausführungsgesellschaft, mit folgenden Einzeldenkmalen: vier Mehrfamilienhäuser (Delitzscher Straße 105a/105b, 105c/105d, 107/109/111, Obj. 09294447 und Gräfestraße 28/30/32, Obj. 09294392), weiterhin mit folgenden Sachgesamtheitsteilen: Vorgarten, Innenhöfe, Wäscheplätze, Pflasterung und Zufahrtsstraße | Delitzscher Straße 105a; 105b; 105c; 105d; 107; 109; 111 (Karte)          | nach 1930 (Wohnanlage) | ungewöhnlich gestaltete Putzbauten mit Flachdach, städtebaulich und baugeschichtlich von Bedeutung | 09305681 |
|                                         | Mietshaus in offener Bebauung | Delitzscher Straße 106 (Karte)                                            | 1870 (Mietshaus) | vereinfachte Putzfassade, rückwärtige Veranden um 1900, ortsentwicklungsgeschichtlich von Bedeutung | 09294419 |
|                                         | Wohnhaus in offener Bebauung mit seitlicher Toreinfahrt | Delitzscher Straße 108 (Karte)                                            | 1863–1865 (Wohnhaus) | vereinfachte Putzfassade, Eisengitter an den Eingangsfenstern, ortsentwicklungsgeschichtlich von Bedeutung | 09294420 |
|                                         | Schulgebäude (Nr. 110), weiteres Schulgebäude im Hof, Turnhalle (Nr. 112) und Toreinfahrt | Delitzscher Straße 110; 112 (Karte)                                       | 1863 (Schule), 1876 (Schule) | zeittypische Putzbauten, Torzufahrt mit zwei eisernen Radabweisern, baugeschichtlich und ortsgeschichtlich von Bedeutung | 09294384 |
|                                         | Mietshaus in offener Bebauung, mit Vorgarten und seitlichen Einfriedungsmauern, unter anderem zum dazugehörigen Mietshaus Mothesstraße 3 | Delitzscher Straße 117 (Karte)                                            | um 1935 (Mietshaus) | Putzfassade mit Porphyrtuffgliederung, zwischen Traditionalismus und Modernismus, baugeschichtlich von Bedeutung | 09298612 |
|                                         | Mietshaus in geschlossener Bebauung und Hofgebäude | Delitzscher Straße 118 (Karte)                                            | um 1885 (Mietshaus) | Vorderhaus mit Tordurchfahrt, historisierende Putzfassade, baugeschichtlich von Bedeutung | 09294214 |
|                                         | Mietshaus in geschlossener Bebauung und Hofgebäude | Delitzscher Straße 120 (Karte)                                            | um 1900 (Mietshaus) | ehemals mit Laden, zeittypische Klinkerfassade, Stuck im Eingangsbereich, Windfangtür mit Bleiverglasung, Anklänge an den Jugendstil, baugeschichtlich von Bedeutung | 09264548 |
|                                         | Villa mit seitlicher Einfriedung und Toreinfahrt | Delitzscher Straße 121 (Karte)                                            | um 1905 (Villa) | Putzfassade mit Sandsteingliederung, zur Straße Seitenrisalit mit Stufengiebel, Bleiglasfenster, Holzbalkon, Villa benannt nach dem Fabrikanten Carl Münster, Inhaber der Chemischen Fabrik M. Brockmann, ortshistorisch und baugeschichtlich von Bedeutung | 09294271 |
|                                         | Mietshaus in geschlossener Bebauung | Delitzscher Straße 122 (Karte)                                            | um 1890 (Mietshaus) | historisierende Klinkerfassade, baugeschichtlich von Bedeutung | 09294498 |
|                                         | Mietshaus in halboffener Bebauung in Ecklage, mit Vorgarten in der Seitenstraße | Delitzscher Straße 124 (Karte)                                            | um 1890 (Mietshaus) | mit Laden, historisierende Klinkerfassade, baugeschichtlich von Bedeutung | 09262718 |
|                                         | Mietshaus in halboffener Bebauung in Ecklage (bauliche Einheit mit Nr. 128, 130, 132), mit Vorgarten in der Seitenstraße | Delitzscher Straße 126 (Karte)                                            | um 1906 (Mietshaus) | Klinkerfassade, Stuck im Eingangsbereich, Wohnungstüren mit Supraporten, Treppenhausfenster mit Resten geätzter Verglasung, im Jugendstil, baugeschichtlich von Bedeutung | 09262717 |
|                                         | Doppelmietshaus in geschlossener Bebauung (bauliche Einheit mit Nr. 126 und 132) | Delitzscher Straße 128; 130 (Karte)                                       | um 1906 (Doppelmietshaus) | Klinkerfassade mit Erkern, im Jugendstil, baugeschichtlich von Bedeutung | 09262716 |
| Direkt Bild zu diesem Denkmal hochladen | Denkmal für die im Ersten Weltkrieg gefallenen Mitglieder des Kleingartenvereins Naturheilkunde | Delitzscher Straße 129 (Karte)                                            | 1926 (Gefallenendenkmal) | geschichtlich von Bedeutung | 09299447 |
|                                         | Mietshaus in halboffener Bebauung in Ecklage (bauliche Einheit mit Nr. 126, 128, 130) | Delitzscher Straße 132 (Karte)                                            | um 1906 (Mietshaus) | Klinkerfassade, Stuck im Eingangsbereich, geätzte Treppenhausfenster, Wohnungstüren mit Supraporten, im Jugendstil, baugeschichtlich von Bedeutung | 09262715 |
|                                         | Mietshaus in Ecklage und offener Bebauung | Delitzscher Straße 134 (Karte)                                            | um 1897 (Mietshaus) | mit Eckladen, zeittypische Klinkerfassade, Stuck und Malerei im Eingangsbereich, Wohnungstüren mit Supraporten, Reste geätzter Treppenhausfenster, baugeschichtlich von Bedeutung | 09262714 |
|                                         | Mietshäuser einer Wohnanlage | Delitzscher Straße 138; 140; 142; 144; 146 (Karte)                        | nach 1930 (Mehrfamilienwohnhaus) | Putzfassade, siehe auch Delitzscher Straße 176/178 und Essener Straße 2, baugeschichtlich von Bedeutung | 09261497 |
| Weitere Bilder                          | Sachgesamtheit Städtisches Krankenhaus St. Georg, mit folgenden Einzeldenkmalen: zahlreiche Institute, Bettenhäuser und Nebengebäude, Denkmal für die Verwundeten des Ersten Weltkriegs (siehe Einzeldenkmaldokument – Obj. 09290820, gleiche Anschrift), mit folgenden Sachgesamtheitsteilen: Lüftungsöffnungen, Betonvase, erhalten teilweise das im Muster verlegte Pflaster der Fußwege, Eingangsbereich mit Kandelabern und zwei großen Fahnenmasten, im Eingangs-Haus 12 zwei Brunnen, Steinpyramide für Dr. Seyffarth (Tafel von 1945 kein Denkmal) in einer Parkanlage mit Wasserbecken und Teich | Delitzscher Straße 141 (Karte)                                            | 1908–1913 (Krankenhausanlage), nach 1945 (Steinpyramidendenkmal)                                                                                                  | repräsentative Putzbauten im Reformstil der Zeit um 1910, baugeschichtlich und ortsgeschichtlich von Bedeutung | 09305690 |
| Direkt Bild zu diesem Denkmal hochladen | Schwesternfachschule (Medizinische Fachschule) und heutige Medizinische Berufsfachschule des Städtischen Klinikums St. Georg mit Giebelmosaik und zwei Mosaiken im Eingangsbereich | Delitzscher Straße 141 (Karte)                                            | 1984–1986 (Berufsschule); 1990 (Wandmosaike im Innenraum); 1990 (Außenwandmosaik)                                                                                 | Hochwertige Ausstattung mit überdimensionalem Giebelmosaik über dem (ehemaligen) Haupteingang und zwei Mosaiken im Eingangsbereich, Seltenheitswert im Leipziger Schulbau, bedeutendes Zeugnis der DDR-Architektur aus der Zeit der 1980er Jahre, bau- und stadtgeschichtliche sowie künstlerische, gartengestalterische und städtebauliche Bedeutung Die medizinische Berufsfachschule auf der Delitzscher Straße 141 in Leipzig-Eutritzsch ist ein Erweiterungsbau der 1980er Jahre auf dem großzügigen und beinahe komplett unter Denkmalschutz stehenden Areal des Städtischen Klinikums St. Georg. Im Zusammenhang mit der Konzeption zur Rekonstruktion des Bezirkskrankenhauses St. Georg wurde für den Zeitraum 1984–1986 auch der Neubau für die Medizinische Fachschule festgehalten, um eine lehrplangerechte, moderne und praxisnahe Ausbildung zu gewährleisten. Das Klinikum St. Georg blickt auf eine 800jährige Geschichte zurück. Mit der Gründung des Hospitals St. Georg im Jahr 1212 gilt es als die älteste soziale Einrichtung der Stadt. Der Schulneubau ist als zweizügige Polytechnische Oberschule ein Vertreter der Typenschulbauten der DDR in genormter Bauweise. Grundlage hierfür war die mit der bildungspolitischen Aufgabe verbundene Erarbeitung neuer Richtlinien für den Schulbau. Dabei ging es vor allem darum, den baulichen und kostenmäßigen Aufwand zu verringern und den pädagogischen Nutzen der Schulgebäude zu erhöhen. Errichtet wurde für die Medizinische Fachschule ein sogenannter Gangtyp, ein einhüftig erschlossener viergeschossiger Gebäuderiegel in Skelett- bzw. Wandskelettbauweise mit längs zur Fassade angeordneten Fachklassen. Tragende Außenwände und Brüstungselemente aus vorgefertigten Leichtbetonplatten erhielten einen Belag in Waschbetonoptik. Die Skelettbauweise ermöglichte die Anpassung von bis zu 74 m² großen Unterrichtsräumen parallel zur Längsfassade. Der Typ Leipzig hatte regulär zwei abgeschlossene Treppenhäuser mit Stichfluren in den Obergeschossen und einem Verbindungsgang im Erdgeschoss. Die zwischen 1973 und 1985 gebaute Variante des Typs Leipzig – wie sie im Beispiel der ehemaligen Medizinischen Fachschule vorliegt – besaß zusätzlich ein drittes, mittleres Treppenhaus. Die Anzahl der Räume erhöhte sich durch die Erweiterung der Gebäudegrundfläche jedoch nicht, sondern umfasste wie beim Grundtypus 26 Räume unterschiedlicher Größe. Die neun Meter tiefen Klassenräume an den Stirnseiten bzw. am Ende der Stichflure sind zweiseitig belichtet und belüftet; bei einseitig belichteten Räumen sind eine Querlüftung und Flurkanäle vorhanden. Die Decken bestehen aus Stahlbetonfertigteilen, ebenso das Flachdach. Die Fenster sind als Holzeinfachfenster mit Thermoverglasung ausgeführt. Aus der Konstruktionsweise leiten sich die gestalterischen Merkmale des Gebäudes ab. Für das Äußere ist ein orthogonales Rastersystem prägend, bei dem das Konstruktionsprinzip der tragenden Scheiben mit weitgespannten Decken klar hervortritt und die Leichtigkeit der Fassade unterstrichen wird. Zu dieser trägt zudem maßgeblich die aus den genannten schulhygienischen Anforderungen abgeleitete großzügige Durchfensterung bei. Der Haupteingang mit einem großzügig gefertigten, außermittig angeordneten Eingangsbereich mit Treppe und stark auskragendem Vordach befindet sich auf der nach Nordosten gerichteten Gangseite. Die Fläche am Eingangsrisalit von ca. 10 × 12 m war der in den Baukosten verankerten Summe für die Ausgestaltung mit baubezogener Kunst vorbehalten. Im Fall der ehemaligen Medizinischen Fachschule wurde der Leipziger Künstler Arno Rink mit dem 1990 fertiggestellten, die gesamte Wandfläche bedeckenden Glasmosaik, beauftragt. Es besteht aus 42 rechteckigen Feldern und zeigt eine nichtgegenständliche farbenfreudige Welt. Arno Rink war zu diesem Zeitpunkt Rektor der überregional anerkannten bedeutenden Leipziger Hochschule für Grafik und Buchkunst, als Maler ein etablierter Künstler. Er galt als Surrealist und herausragender Vertreter der zweiten Generation der Leipziger Schule und als Wegbereiter der Neuen Leipziger Schule. Neben dem Wandmosaik am Eingangsrisalit befinden sich zwei weitere Mosaike im Foyer des Gebäudes, die ähnlich gestaltet sind. Während das Außenmosaik einige Feuchtigkeitsschäden aufzeigt, sind die Mosaike im Innenbereich in einem hervorragenden Zustand und durch extra angebrachte Lampen inszenierter Bestandteil der Innenraumgestaltung. Den drei weiteren Zugängen der Schule auf der rückwärtigen Südwestseite (heute Hauptzugang) wird die zum Schulkomplex gehörende und hervorgehoben gestaltete Freifläche erschlossen. Hier wurden verschieden große Aufenthaltsbereiche geschaffen, indem aus Betonteilen mit Holzauflagen gefertigte Sitzmöglichkeiten kleinteilige Raumzusammenhänge ergeben, welche durch eine Kombination aus Wegen und Grünflächen gestalterisch miteinander in Verbindung stehen. Nach den Seiten wird der Freiraumbereich durch Bäume und Sträucher zum Außenraum abgegrenzt. Das nahezu unveränderte Schulgebäude verkörpert einen authentischen Zeugniswert zur Geschichte und Entwicklung der Schulverhältnisse in den 1980er Jahren. Dies betrifft einerseits die spezifischen Bedingungen vor Ort (ortsgeschichtlicher Wert), und andererseits die Schulbauentwicklung in der DDR (bau- und zeitgeschichtlicher Wert). Insbesondere dokumentiert das Schulgebäude den Anspruch der damaligen Generation als modern und funktional gestaltete sowie rationell errichtete Lehreinrichtung. Mittlerweile sind in Sachsen nur noch wenige Schulen der DDR-Zeit in ihrer historischen Form authentisch erhalten, so dass unter denkmalpflegerischem Aspekt diesen Beispielen ein Seltenheitswert zukommt. Auch die Fassadenflächen sowie die Glasmosaike Arno Rinks zeichnen ein authentisches Bild des Gebäudes zu seiner Entstehungszeit. | 09307394 |
|                                         | Einzeldenkmal o. g. Sachgesamtheit: zahlreiche Institute, Bettenhäuser und Nebengebäude einer Krankenhausanlage, Denkmal für die Verwundeten des Ersten Weltkriegs (siehe auch Sachgesamtheitsdokument – Obj. 09305690, gleiche Anschrift) | Delitzscher Straße 141 (Karte)                                            | 1908–1913 (Krankenhausbestandteil), nach 1918 (Kriegerdenkmal) | repräsentative Putzbauten im Reformstil der Zeit um 1910, baugeschichtlich und ortsgeschichtlich von Bedeutung | 09290820 |
| Direkt Bild zu diesem Denkmal hochladen | Handschwengelpumpen Leipzig (Sachgesamtheit); Handschwengelpumpe Nr. 291 | Delitzscher Straße 141 (Karte)                                            | um 1910 (Handschwengelpumpe) | Handschwengelpumpe mit Brunnenschacht und Abdeckplatte im Städtischen Klinikum St. Georg, ortsgeschichtlich von Bedeutung | 09294844 |
|                                         | Mietshaus in geschlossener Bebauung und Hofpflasterung | Delitzscher Straße 150 (Karte)                                            | um 1905 (Mietshaus) | mit Läden, Klinkerfassade, Windfangtür, Treppenhausfenster mit Resten geätzter Verglasung, baugeschichtlich von Bedeutung | 09294422 |
|                                         | Wohnhaus in offener Bebauung | Delitzscher Straße 151 (Karte)                                            | um 1905 (Wohnhaus) | zur Gärtnerei am Krankenhaus St. Georg gehörig, reizvoller Bau im Landhausstil, baugeschichtlich von Bedeutung | 09299448 |
|                                         | Mietshaus in geschlossener Bebauung und Hofpflasterung | Delitzscher Straße 152 (Karte)                                            | um 1905 (Mietshaus) | mit Tordurchfahrt, Putz-Klinker-Fassade, Windfangtür mit farbiger Verglasung, baugeschichtlich von Bedeutung | 09294421 |
|                                         | Mietshaus in geschlossener Bebauung | Delitzscher Straße 154 (Karte)                                            | um 1895 (Mietshaus) | mit Tordurchfahrt, mit Läden, Klinker-Putz-Fassade, baugeschichtlich von Bedeutung | 09262800 |
|                                         | Mietshaus in geschlossener Bebauung | Delitzscher Straße 156 (Karte)                                            | um 1895 (Mietshaus) | Klinkerfassade, baugeschichtlich von Bedeutung | 09262799 |
|                                         | Mietshaus in halboffener Bebauung in Ecklage und Remisengebäude im Hof | Delitzscher Straße 158 (Karte)                                            | um 1895 (Mietshaus) | ehemals mit Tordurchfahrt, mit Gaststätte und Laden, Putz-Klinker-Fassade, baugeschichtlich von Bedeutung | 09262798 |
|                                         | Mietshaus in geschlossener Bebauung in Ecklage | Delitzscher Straße 160 (Karte)                                            | um 1890 (Mietshaus) | mit Eckladen, historisierende Klinkerfassade, Stuck im Eingangsbereich, baugeschichtlich von Bedeutung | 09262708 |
|                                         | Mietshaus in geschlossener Bebauung | Delitzscher Straße 162 (Karte)                                            | um 1890 (Mietshaus) | historisierende Klinkerfassade, baugeschichtlich von Bedeutung | 09262709 |
|                                         | Doppelmietshaus in geschlossener Bebauung | Delitzscher Straße 168; 168a (Karte)                                      | 1910–1911 (Doppelmietshaus) | mit Tordurchfahrt (Nummer 168a), Putzfassade mit kräftigen Erkern und Balkons, Nummer 168 Windfangtür, Nummer 168a Holzpflaster in der Tordurchfahrt, Reformarchitektur, baugeschichtlich und ortsentwicklungsgeschichtlich von Bedeutung; auf dem Grundstück ab 1870 eine Töpferei 1870 beantragte Frau Emilie Beer geb. Müller den Bau eines Wohnhauses und Ausführung eines Brennofens für eine Töpferei. Albert Haupt als Architekt und der Baugewerksmeister Johann Carl Leonhardt wurden für das Vorhaben hinzugezogen. Verschiedene Erweiterungen initiierte der spätere Töpfereibesitzer Herman Karl Freygang. Bemerkenswert scheint die Einrichtung einer Glasurmühle 1881, im Jahr 1903 war die Firma Stephan & Schubert Kunstanstalt und Papierwaren GmbH auf dem Grundstück ansässig. Grundlage für die 1910 geplante grundlegende Umgestaltung des Grundstücks legte das 1907 bestätigte Ortsgesetz über die Bebauung von Leipzig-Eutritzsch-Nordost. Mit Ausnahme des alten Stallgebäudes sollten alle Baulichkeiten abgebrochen werden. Unternehmer war der Kaufmann Heinrich Ludwig Franz Raabe, der Bernhard Leuthier die Ausführung und dem Architekten Theodor Quietzsch die Planungen sowie die Leitung des Bauvorhabens übertrug. Das alte Stallgebäude sollte um- und ausgebaut, im Hof ein Hinterwohngebäude und straßenseitig ein Doppelhaus errichtet werden. Zeichnungen vom Juli 1910 erfuhren eine Überarbeitung, die Ausschachtungen begannen im November. Sommer 1911 war das Hinterwohngebäude fertig, im Herbst das Vorderhaus. Die Gebäudeteile des Doppelhauses besaßen eine unterschiedliche Grundfläche: in Nummer 168 war nur eine Wohnung pro Etage vorgesehen, im Nachbarbau jeweils zwei in den oberen Stockwerken. Mit Ausnahme der beiden Wohnungen unterm Dach befanden sich Bad bzw. WC hinter den Wohnungstüren. Ein auf dem Grundstück Hausnummer 168a im Jahr 1913 erbautes Werkstattgebäude wird heute unter Magnusstraße 5b geführt. Für die Doppelmietshausfassade sind die beiden kraftvollen Kastenerker mit reizvollen Reliefs prägend, die Putzfassade wirkt elegant und zurückhaltend. Zum Erscheinungsbild der Reformstilfront tragen die kleinteiligen Fenstersprossungen, die eisernen Austritte und die original erhaltenen Eingangstüren entscheidend bei. Innen überzeugt eine qualitätvolle Ausstattung. – LfD/2017, 2018 | 09262710 |
|                                         | Doppelmietshaus in geschlossener Bebauung | Delitzscher Straße 170; 170a (Karte)                                      | um 1930 (Doppelmietshaus) | Putzfassade im Stil der Moderne, betonte Treppenhäuser, baugeschichtlich von Bedeutung | 09262873 |
|                                         | Zwei Mehrfamilienhäuser einer Wohnhauszeile (mit Essener Straße 2) | Delitzscher Straße 176; 178 (Karte)                                       | 1936 (Mehrfamilienwohnhaus) | Putzfassade, rückseitig Waschhauszugänge mit eisernen Schranken, baugeschichtlich von Bedeutung, siehe auch Essener Straße 2 | 09262712 |
|                                         | Einzeldenkmal o. g. Sachgesamtheit: Feierhalle des Friedhofs, Einfriedung, Grabmäler und Gedenkstein sowie 17 Grabsteine des ehemaligen jüdischen Friedhofs Johannistal (siehe auch Sachgesamtheitsdokument – Obj. 09305691, gleiche Anschrift) | Delitzscher Straße 224 (Karte)                                            | nach 1928 (Grabmale), 1814–1864 (versetzte Grabsteine), 1955 (Feierhalle), 1951 (Gedenkstein)                                                                     | künstlerisch und geschichtlich von Bedeutung | 09290803 |
|                                         | Sachgesamtheit Neuer Israelitischer Friedhof, mit folgenden Einzeldenkmalen: Feierhalle des Friedhofs, Einfriedung, Grabmäler und Gedenkstein sowie 17 Grabsteine des ehemaligen jüdischen Friedhofs Johannistal (siehe Einzeldenkmaldokument – Obj. 09290803, gleiche Anschrift) sowie die Friedhofsanlage mit Allee | Delitzscher Straße 224 (Karte)                                            | nach 1928 (Friedhof) | künstlerisch und geschichtlich von Bedeutung | 09305691 |
|                                         | Ehemalige Weingroßhandlung Gotthelf Kühne in Ecklage, mit Einfriedung und Toreinfahrt | Dessauer Straße 6 (Karte)                                                 | bezeichnet 1909 (Weinkeller) | Klinker-Putz-Fassade, im „Burgenstil“, Dokument der Industriegeschichte des Leipziger Nordraums, wissenschaftlich von Interesse | 09262989 |
|                                         | Kontor- und Wohnhaus in halboffener Bebauung, mit Einfriedung und Toreinfahrt | Dessauer Straße 8 (Karte)                                                 | um 1900 (Wohn- und Kontorhaus) | zeittypische Klinkerfassade, Dokument der Industriegeschichte des Leipziger Nordraumes, wissenschaftlich von Interesse | 09262990 |
|                                         | Wohn- und Kontorhaus in offener Bebauung, mit seitlicher Einfriedung | Dessauer Straße 9 (Karte)                                                 | um 1910 (Wohn- und Kontorhaus) | Putzfassade mit Balkon, Reformarchitektur, Dokument der Industriegeschichte des Leipziger Nordraums, wissenschaftlich von Interesse | 09262988 |
|                                         | Wohn- und Kontorhaus in halboffener Bebauung und Pflaster des Zugangsweges | Dessauer Straße 12 (Karte)                                                | 1902 (Wohn- und Kontorhaus) | Putzfassade, flacher Erker zur Straße, zwischen Reform- und Jugendstil, Dokument der Industriegeschichte des Leipziger Nordraums, wissenschaftlich von Interesse | 09262991 |
| Direkt Bild zu diesem Denkmal hochladen | Hofgebäude (Wohn- und Kontorhaus) | Dessauer Straße 18 (Karte)                                                | um 1900 (Wohn- und Kontorhaus) | Klinkerfassade, geätzte Treppenhausfenster, Dokument der Industriegeschichte des Leipziger Nordraums, wissenschaftlich von Interesse | 09262992 |
|                                         | Wohn- und Kontorhaus in offener Bebauung in Ecklage | Dessauer Straße 22 (Karte)                                                | um 1905 (Wohn- und Kontorhaus) | gut gegliederte Putzfassade mit Fachwerk-Elementen, Eckbetonung durch erkerartige Gestaltung, Schablonenmalerei-Leiste im Treppenhaus, Dokument der Industriegeschichte des Leipziger Nordraums, baugeschichtlich und ortsgeschichtlich von Bedeutung | 09262985 |
|                                         | Ehemaliges Remisengebäude einer Fabrik und Einfriedung mit zwei Toreinfahrten | Dessauer Straße 24 (Karte)                                                | 1906–1907 (Remisengebäude), 1907 (Einfriedung) | Klinkerfassade, Dokument der Industriegeschichte des Leipziger Nordraums, wissenschaftlich von Interesse Auf dem größeren Industrieareal in Ecklage zur Hohmannstraße war über lange Zeit das weltweit bekannte Porzellan- und Keramik-Unternehmen Villeroy & Boch ansässig. Im Sommer 1906 wurden Pläne für die Errichtung eines Geschäfts- und Lagerhaus-Neubaues durch das Architekturbüro Händel und Franke vorgelegt, das zugleich für Statik, Bauleitung und teilweise Ausführung unter Vertrag stand. Von den 2500 m² Grundstücksfläche sollten gut 1000 m² bebaut werden. An den Gleisanlagen waren Verladerampen vorgesehen, sowie der Einbau von zwei Lastenaufzügen geplant. Das Lagergebäude sollte auch ein Direktorenzimmer, Musterzimmer für Neuheiten, ein Hauptbüro, ein Stadtbüro sowie ein Warteraum mit Abfertigung enthalten. An der Straße war zudem der Bau einer Remise mit Wohnung im Obergeschoss beantragt, dieser Bau ist heute neben der repräsentativen Einfriedung das letzte weitgehend original überkommene Zeugnis der 1907 fertig gestellten Bebauung. Mit der Bauausführung wurde das Baugeschäft Edmund Stoye beauftragt, die Leitung hatte dabei der Polier Hermann Quitzsch aus Plagwitz; die Aufzugsanlage lieferte das Leipziger Unternehmen Unruh & Liebig, während die Firma Brüggemann & Lewus die Blitzschutzanlage montierte. 1921 folgte die Errichtung von zwei Schornsteinen wegen der Aufstellung von zwei eisernen Regulieröfen, 1934 innere Umbauten im Fabrikgebäude und 1941 ein Antrag für den Einbau einer Luftschutzkelleranlage für 3 × 50 Personen gemäß Führererlass vom 10. Oktober 1940. Sprengbomben eines alliierten Luftangriffs beschädigten das Fabrikgebäude, das im Dezember 1940 von Villeroy & Boch an Kaufmann Johannes Friedrich überging, den Inhaber der 1868 gegründeten Stahlwarenfabrik Louis Perlmann (Solingen und Leipzig). Im Antrag für einen Wiederaufbau 1947 schilderte der Architekt Werner Zill, dass das Gebäude vollständig ausbrannte, die noch stehenden Umfassungsmauern jedoch noch zu gebrauchen seien. Im Jahr 1970 wurde die Genehmigung zur Flurstückszergliederung und Baugenehmigung zum Ausbau des Trümmergrundstücks nach Plänen von Architekt H. Kopischke erteilt. Ein Antrag auf Umnutzung und Umbau des erhaltenen Remisengebäudes zum Hotel wurde im Dezember 1992 eingereicht, ab 2000 erfolgte eine neuerliche Umnutzung mit Tabledance-Bar im Erdgeschoss. Das erhaltene zweigeschossige Remisengebäude mit wirkungsvoller gelber Klinkerfassade und farbiger Blendsteingliederung besitzt einen kleinen Giebelabschluss zur Straße und Portalrahmung; zwischen die hohen Klinkerpfeiler der Einfriedung sind schmiedeeiserne Gitter gespannt. bedeutsames industriegeschichtliches Zeugnis im Eutritzscher Gewerbegebiet, Dokument der Ortsteilentwicklung im Zusammenhang mit der Entwicklung des unmittelbaren Areals um den im Bau befindlichen Leipziger Hauptbahnhof – LfD/2011 | 09262986 |
|                                         | Wohn- und Kontorhaus einer Fabrik | Dessauer Straße 26 (Karte)                                                | 1907–1908 (Wohnhaus); 1907–1908 (Fabrikgebäude) | Klinkerbau, letzter erhaltener Bauteil eines deutschlandweit bekannten Unternehmens, Dokument der Industriegeschichte des Leipziger Nordraums, wissenschaftlich von Interesse Am 12. Mai 1907 erging der Bauantrag für eine Cartonagen- und Wellpappenfabrik mit Gleisanschluss seitens des bekannten Leipziger Architekten und Baumeisters Emil Richter, der auch die Bauleitung innehatte und für die statischen Berechnungen verantwortlich zeichnete. Das Kontor- und Wohngebäude diente im Erdgeschoss dem Publikumsverkehr und besaß in den beiden darüber befindlichen Stockwerken je eine Wohnung. Im 1. Obergeschoss sollte der Besitzer einziehen, im Dachgeschoss der Buchhalter. Bauherr war die Firma Uetrecht & Co, die das Grundstück im Juli 1907 aus städtischem Besitz erwarb. Außer den Plänen für das erhaltene Gebäude wurden weitere für ein Fabrikgebäude und ein Stallgebäude eingereicht, das Baugeschäft Naumann & Kelle mit der Ausführung beauftragt. Aufgrund von Zahlungsschwierigkeiten von Uetrecht & Co. folgte im Juli 1908 der Erwerb des Grundstücks durch Baumeister Bruno Castner, im Oktober wurde die Schlussprüfung beantragt. Die Bauunternehmung Castner & Hennig war als „Spezial-Baugeschäft feuersicherer Rabitz- und Monierkonstruktionen sowie Decken eigener Systeme“ tätig. Mit einem Stammkapital von 120.000 Mark erfolgte am 15. November 1909 die Gründung der ISI-Werke (Internationale Schallplatten-Industrie GmbH), deren Gesellschafter der Ingenieur Bruno Castner und der Kaufmann Franz Rost aus Leipzig-Gohlis waren. Ein international bedeutsamer industrieller Fortschritt fand damit auch in Leipzig statt: Die Schallplatte verdrängte zu Beginn des 20. Jahrhunderts den von Thomas Alva Edison entwickelten Phonographen mit seinen Wachs- oder Hartgusswalzen. Musikalische Aufnahmen erfolgten u. a. auch in einem Fabrikgebäude an der Linkelstraße in Leipzig-Wahren, die qualitätvollsten Aufnahmen jedoch erfolgten in den ISI-Werken. Deren Geschäftstätigkeit erstreckte sich von Beginn an über sämtliche Schritte der Schallplattenproduktion von der Herstellung der Wachsmatrizenrohlinge und der Schellackmasse über die Anfertigung der Tonaufnahmen und Schallplatten bis zum Vertrieb. In den 1920er Jahren waren etwa 150 Mitarbeiter bei den ISI-Werken angestellt, im Jahr 1931 beispielsweise betrug allein die Schallplatten-Tagesproduktion 15.000 Stück. Wegen der guten Akustik in den Räumen wurden zunächst selbst größere Orchesterwerke an der Dessauer Straße aufgenommen, später dafür der umgebaute Ballettsaal der Alberthalle genutzt. Gängig waren u. a. auch die Marken ISIPHON, Electrocord und Cordy. Eingetragenes Warenzeichen mit weltweitem Bekanntheitsgrad ist der ISI-Blitz. Im März 1923 waren auch die Leipziger Orchestrionwerke von Paul Lösche auf dem Grundstück ansässig. ISI fand mit den in Leipzig produzierenden Polyphon-Werken eine harte Konkurrenz. Ende 1932 wurde der Produktionsbetrieb der ISI-Werke eingestellt. Im bis heute erhaltenen Gebäude erfolgte 1933 ein kleiner Umbau nach Planung des Architekten Georg Döhler, dabei wurde auch das bisher als Kontor genutzte Erdgeschoss zu Wohnzwecken umgenutzt. Das Grundstück wurde bis auf unter Schutz stehende vierachsige Haus im Jahr 1996 vollständig abgeräumt und mit einem neuen Ausstellungs- und Verkaufsgebäude für Büromaschinen und Büromöbel nebst angrenzendem Lager und Werkstatt bebaut. Erhalten ist das in der Straßenflucht liegende zweigeschossige pittoreske Klinkergebäude mit ausgebauter Mansarde, gegliedert durch grünglasierte Ziegel und erschlossen durch einen seitlichen Zugang mit originaler zweiflügliger Hauseingangstür nebst Oberlicht, weitere Ausstattungsdetails sind original erhalten. Zeugnis der sächsischen Industriegeschichte, Bedeutung für die Eutritzscher Ortsteilentwicklung und die Volksbildung, Erinnerungswert, Seltenheitswert – LfD/2011 | 09262987 |
| Direkt Bild zu diesem Denkmal hochladen | Einzeldenkmal o. g. Sachgesamtheit: Mehrfamilienhäuser einer Wohnanlage (siehe auch Sachgesamtheitsdokument – Obj. 09305679, Dessauer Straße 31–37) | Dessauer Straße 31; 33; 33a; 33b; 33c; 33d; 35; 35a; 35b; 35c; 37 (Karte) | 1929–1931 (Mehrfamilienwohnhaus) | Putzfassaden, Klinkereinfassungen an den Haustüren, bemerkenswerte Wohnbauten im Stil der Moderne, Architekt: Georg Wrede, städtebaulich und baugeschichtlich von Bedeutung, siehe auch Arthur-Hausmann-Straße 1, 5–9 sowie Theresienstraße 38–48 und Hartzstraße 12–20 | 09263754 |
| Direkt Bild zu diesem Denkmal hochladen | Sachgesamtheit Wohnanlage Dessauer Straße Baugenossenschaft des Leipziger Mietervereins, mit folgenden Einzeldenkmalen: Mehrfamilienhäuser Dessauer Straße 31–37 (Obj. 09263754), Arthur-Hausmann-Straße 1, 5, 7, 9 (Obj. 09294920), Theresienstraße 38, 40, 42, 44, 46, 48 (Obj. 09294921) und Hartzstraße 12, 14, 16, 18, 20 (Obj. 09294922) sowie als Sachgesamtheitsteile: Mauereinfriedungen an der Dessauer Straße und Hartzstraße, weiterhin Grünflächengestaltung der Wohnhöfe und Vorgärten an der Theresienstraße | Dessauer Straße 31; 33; 33a; 33b; 33c; 33d; 35; 35a; 35b; 35c; 37 (Karte) | 1929–1931 (Wohnanlage) | Putzfassade, Klinkereinfassungen an den Haustüren, zur Theresienstraße Wohngebäude in Zick-Zack-Stellung mit markanten Balkonanlagen, bemerkenswerte Wohnbauten im Stil der Moderne, Architekt: Georg Wrede, städtebaulich und baugeschichtlich von Bedeutung | 09305679 |
|                                         | Fabrikgebäude | Dessauer Straße 32 (Karte)                                                | um 1930 (Fabrikgebäude) | gut gegliederte Klinkerfassade, kleines Fabrikgebäude der ehemaligen Sächsischen conc. Mineralwasser-Anstalt Dr. Ralf Struve, typisch für kleine Parzellengrößen, baugeschichtlich und industriegeschichtlich von Bedeutung | 09298614 |
| Weitere Bilder                          | Ehemaliges Lagergebäude einschließlich Laderampe (Anschrift: Dessauer Straße 40 und Hartzstraße 10), mit anschließendem Wohn- und Verwaltungsbau einschließlich Garagen in Ecklage (Anschrift: Dessauer Straße 36/38), Hofpflasterung und Pflasterung der ehemaligen Ladezone sowie zwei Einfriedungen | Dessauer Straße 36; 38; 40 (Karte)                                        | 1929–1930 (Lagerhaus) | Lagergebäude mit straßenseitiger Laderampe und ehemals Bahngleisanschluss auf der Hofseite, Klinkerfassade im Stil der Moderne, Architekt: Philipp Schaefer (Chefarchitekt der Rudolph Karstadt AG); 1920 fusionierten die Warenhaus-Konzerne Theodor Althoff AG (Münster) und Rudolph Karstadt AG (Hamburg), wie die meisten Althoff-Warenhäuser wurde auch das Leipziger Haus unter dem alten Namen weitergeführt; baugeschichtlich, wirtschaftsgeschichtlich, ortsgeschichtlich und baukünstlerisch von Bedeutung | 09262829 |
|                                         | Mehrfamilienhäuser einer Wohnanlage, mit Vorgarten an der Arthur-Hausmann-Straße | Dessauer Straße 39; 41; 43; 45 (Karte)                                    | um 1925 (Mehrfamilienwohnhaus) | Putzfassade, bleiverglaste Treppenhausfenster, Deckenstuck im Eingangsbereich, Reformarchitektur, baugeschichtlich von Bedeutung, siehe auch Arthur-Hausmann-Straße 2 und Hamburger Straße 27/29 | 09294924 |
| Direkt Bild zu diesem Denkmal hochladen | Mietshaus in geschlossener Bebauung | Dessauer Straße 66 (Karte)                                                | um 1905 (Mietshaus) | Putzfassade, Stuck im Eingangsbereich, Reste bleiverglaster Treppenhausfenster, Anklänge an den Jugendstil, baugeschichtlich von Bedeutung | 09262999 |
| Direkt Bild zu diesem Denkmal hochladen | Mietshaus in halboffener Bebauung | Dessauer Straße 68 (Karte)                                                | um 1905 (Mietshaus) | symmetrisch gegliederte Putzfassade, zwischen Jugendstil und Historismus, baugeschichtlich von Bedeutung | 09262998 |
|                                         | Einzeldenkmal o. g. Sachgesamtheit: Mehrfamilienhäuser einer Wohnanlage (siehe auch Sachgesamtheitsdokument – Obj. 09305683, Buschenaustraße 1–6) | Dieselstraße 1; 3; 5; 7 (Karte)                                           | 1929 (Mehrfamilienwohnhaus) | Putzfassade mit Klinkergliederung, Treppenhausfenster mit Strukturglas, baugeschichtlich und städtebaulich von Bedeutung, siehe auch Buschenaustraße 1, 2 und 4/6 sowie Dieselstraße 9/11 | 09262845 |
| Direkt Bild zu diesem Denkmal hochladen | Wohn- und Kontorgebäude, Einfriedung, Toreinfahrt und südliches Nebengebäude einer Fabrik | Dieselstraße 6 (Karte)                                                    | um 1920 (Wohn- und Kontorhaus) | Putzfassade, bleiverglaste Treppenhausfenster, baugeschichtlich und ortsgeschichtlich von Bedeutung | 09262843 |
|                                         | Wohn- und Verwaltungsgebäude sowie Einfriedung einer Fabrik | Dieselstraße 8 (Karte)                                                    | um 1915 (Wohn- und Kontorhaus) | Klinkerfassade, straßenseitig Erker, ausgebautes Walmdach, baugeschichtlich und ortsgeschichtlich von Bedeutung | 09262844 |
|                                         | Einzeldenkmal o. g. Sachgesamtheit: Mehrfamilienhäuser einer Wohnanlage (siehe auch Sachgesamtheitsdokument – Obj. 09305683, Buschenaustraße 1–6) | Dieselstraße 9; 11 (Karte)                                                | 1928–1929 (Mehrfamilienwohnhaus) | Putzfassade mit Klinkergliederung, Treppenhausfenster mit Strukturglas, baugeschichtlich und städtebaulich von Bedeutung, siehe auch Dieselstraße 1–7 sowie Buschenaustraße 1, 2 und 4/6 | 09262847 |
|                                         | Mehrfamilienhaus einer Wohnhauszeile (mit Delitzscher Straße 176/178) | Essener Straße 2 (Karte)                                                  | 1936 (Mehrfamilienwohnhaus) | Putzfassade, Kopfbau der Hauszeile, baugeschichtlich von Bedeutung, siehe auch Delitzscher Straße 176/178 | 09262713 |
|                                         | Fabrikhalle | Essener Straße 27b (Karte)                                                | um 1915 (Fabrikhalle) | Klinker-Putz-Fassade, Rundbogenportal als Eingang, ortsgeschichtlich von Bedeutung | 09263804 |
| Weitere Bilder                          | Speicherbau (Getreidesilo) und Gleisanschluss | Essener Straße 34 (Karte)                                                 | 1935 (Silo) | Stahlbetonskelettbau, baugeschichtlich und stadtgeschichtlich bedeutsam | 09262279 |
|                                         | Ehemaliges Rathaus (mit Postamt, unter zwei Hausnummern) und Einfriedung mit zwei Toranlagen | Eutritzscher Markt 1; 1a (Karte)                                          | 1887–1888, bezeichnet 1888 (Rathaus) | zeittypische repräsentative Klinkerfassade mit Balkon, Schaugiebeln und Uhrtürmchen, in Formen der Neorenaissance, ehemals mit integriertem Postgebäude (Postamt 21), baugeschichtlich und ortsgeschichtlich von Bedeutung | 09294423 |
| Direkt Bild zu diesem Denkmal hochladen | Wohnhaus in offener Bebauung und Einfriedung | Eutritzscher Markt 6 (Karte)                                              | Mitte 19. Jh. (Wohnhaus) | Wohnhaus mit verputztem Fachwerkobergeschoss und Krüppelwalmdach, zur Straße Dachhäuschen mit Dreiecksgiebel, baugeschichtlich und ortsentwicklungsgeschichtlich von Bedeutung | 09294424 |
| Direkt Bild zu diesem Denkmal hochladen | Teile einer Gaststätte | Eutritzscher Markt 7 (Karte)                                              | bezeichnet 1640 (Ausstattung), 19. Jh. (Gebäudeteile) | ehemaliges Gasthaus mit dem ältesten Gosenausschank Leipzigs, mit signierter Holzsäule bezeichnet 1640, Stammtischecke mit Holzgitter, Abbruch des Gebäudes Januar 2001 (Putzbau mit zwei Kellergewölben), Gaststättenteile geborgen, ortsgeschichtlich von großer Bedeutung | 09264550 |
| Direkt Bild zu diesem Denkmal hochladen | Einzeldenkmal o. g. Sachgesamtheit: Mehrfamilienhäuser einer Wohnanlage (siehe auch Sachgesamtheitsdokument – Obj. 09305684, Anhalter Straße 15, 17, 17a) | Gedikestraße 1; 3 (Karte)                                                 | um 1930 (Mehrfamilienwohnhaus) | Teil einer geschlossen erhaltenen Beamten-Wohnanlage der Zeit, im traditionalistischen Stil, Putzfassade, markante farbige Fassadengestaltung, baugeschichtlich und städtebaulich von Bedeutung, siehe auch Heinickestraße 2/4, Paul-Schneider-Straße 1–7 und Wittenberger Straße 44–50 | 09263800 |
| Direkt Bild zu diesem Denkmal hochladen | Mietshaus in geschlossener Bebauung | Gedikestraße 2 (Karte)                                                    | um 1930 (Mietshaus) | Putzfassade, hoher Porphyrsockel, Mittelrisalit mit gebrochenem Giebel, Reformarchitektur, baugeschichtlich von Bedeutung | 09294814 |
| Direkt Bild zu diesem Denkmal hochladen | Mietshaus in geschlossener Bebauung | Gedikestraße 4 (Karte)                                                    | um 1930 (Mietshaus) | Putzfassade, hoher Porphyrsockel, Mittelrisalit mit gebrochenem Giebel, Reformarchitektur, baugeschichtlich von Bedeutung | 09294815 |
| Direkt Bild zu diesem Denkmal hochladen | Einzeldenkmal o. g. Sachgesamtheit: Mehrfamilienhaus einer Wohnanlage (siehe auch Sachgesamtheitsdokument – Obj. 09305684, Anhalter Straße 15, 17, 17a) | Gedikestraße 5 (Karte)                                                    | 1929–1930 (Mehrfamilienwohnhaus) | Teil einer geschlossen erhaltenen Beamten-Wohnanlage der Zeit, im traditionalistischen Stil, Putzfassade, markante farbige Fassadengestaltung, baugeschichtlich und städtebaulich von Bedeutung, siehe auch Heinickestraße 6 | 09263799 |
| Direkt Bild zu diesem Denkmal hochladen | Mehrfamilienhäuser einer Wohnanlage, mit begrüntem Durchgang (zwischen Nr. 12 und 14) zur Schiebestraße | Gedikestraße 6; 8; 10; 12; 12a; 12b; 14; 14a; 14b; 16 (Karte)             | 1931 (Mehrfamilienwohnhaus) | einfache Putzfassade, Loggien, Hauseingänge in Klinker eingefasst, geschliffene Treppenhausfenster, baugeschichtlich und sozialgeschichtlich von Bedeutung, bildet eine Wohnhauszeile zusammen mit Schiebestraße 33/33a/33b und 37/37a/37b | 09294427 |
| Direkt Bild zu diesem Denkmal hochladen | Einzeldenkmal o. g. Sachgesamtheit: Mehrfamilienhaus einer Wohnanlage (siehe auch Sachgesamtheitsdokument – Obj. 09305684, Anhalter Straße 15, 17, 17a) | Gedikestraße 7 (Karte)                                                    | 1931 (Mehrfamilienwohnhaus) | mit Ladenanbau (Nummer 7a) neben Nummer 7, Teil einer geschlossen erhaltenen Beamten-Wohnanlage der Zeit, im traditionalistischen Stil, Putzfassade, markante farbige Fassadengestaltung, baugeschichtlich und städtebaulich von Bedeutung, siehe auch Anhalter Straße 15–17a, Heinickestraße 8 und Bonhoeffer-Straße 2–8 | 09263798 |
| Direkt Bild zu diesem Denkmal hochladen | Mehrfamilienhäuser einer Wohnanlage | Gedikestraße 20; 22; 24; 26; 28 (Karte)                                   | 1926 (Mehrfamilienwohnhaus) | gut gegliederte Putzfassaden, Eingangsportale in Klinkerbauweise, im traditionalistischen Stil, baugeschichtlich und sozialgeschichtlich von Bedeutung, siehe auch Anhalter Straße 11/13 | 09291198 |
| Direkt Bild zu diesem Denkmal hochladen | Eisenbahnbrücke über die Geibelstraße | Geibelstraße (Karte)                                                      | 1905–1906 (Eisenbahnbrücke) | Bogenbrücke mit Stabbogen, gelbe Klinkereinfassungen mit Sandsteinpfeilern, Eisenbahnbrücke der Strecke 6367 Leipzig-Großkorbetha, Streckenkilometer 1750, baugeschichtlich und technikgeschichtlich von Bedeutung | 09294930 |
|                                         | Mietshaus in offener Bebauung | Geibelstraße 10 (Karte)                                                   | um 1895 (Mietshaus) | historisierende Klinkerfassade, Kellerfenstergitter, baugeschichtlich von Bedeutung | 09291001 |
|                                         | Mietshaus in halboffener Bebauung (bildet Doppelhaus mit Nr. 16) | Geibelstraße 14 (Karte)                                                   | um 1897 (Mietshaus) | historistische Klinkerfassade, baugeschichtlich von Bedeutung | 09262791 |
|                                         | Mietshaus in halboffener Bebauung (bildet Doppelhaus mit Nr. 14) | Geibelstraße 16 (Karte)                                                   | um 1897 (Mietshaus) | historistische Klinkerfassade, baugeschichtlich von Bedeutung | 09262792 |
|                                         | Mietshaus in offener Bebauung, mit seitlicher Einfriedung | Geibelstraße 18 (Karte)                                                   | um 1890 (Mietshaus) | repräsentative Klinkerfassade im Stil des Historismus, über den Wohnungstüren florale Schablonenmalerei, baugeschichtlich von Bedeutung | 09291000 |
|                                         | Mietshaus in offener Bebauung, mit seitlicher Einfriedung | Geibelstraße 20 (Karte)                                                   | um 1895 (Mietshaus) | repräsentative Klinkerfassade im Stil des Historismus, Wintergärten mit eisernen Säulen an der Rückfront, baugeschichtlich von Bedeutung | 09262793 |
| Weitere Bilder                          | Drei Mehrfamilienhäuser (Nr. 22/24, 26/28 und 30/32) einer Wohnanlage, mit Einfriedungsmauern und Grünflächen | Geibelstraße 22; 24; 26; 28; 30; 32 (Karte)                               | um 1935 (Doppelwohnhaus) | zeittypische Putzfassade, im traditionalistischen Stil, baugeschichtlich von Bedeutung, siehe auch Schinkelstraße 1–9 und 10–14 | 09262795 |
| Direkt Bild zu diesem Denkmal hochladen | Doppelwohnhaus in offener Bebauung in Ecklage, mit Garten und Einfriedung | Geibelstraße 44; 46 (Karte)                                               | 1929–1930 (Doppelwohnhaus), 1929 (Einfriedung) | Putzfassade mit Klinkergliederung, Standerker mit Klinkern verkleidet, teilweise Spitzbogenfenster, Fenster zur Mörikestraße mit farbiger Bleiverglasung, baugeschichtlich von Bedeutung Am gleichen Tag (26. März 1929) wurde der Bauantrag für jeweils „ein halbes Einfamilien-Doppelhaus“ durch den bauleitenden Baumeister und Architekten F. B. Thon der Genehmigungsbehörde vorgelegt. Dies „unter Zugrundelegung des Ortsgesetzes über Bauerleichterungen für Kleinhäuser vom 25. Juli 1919“, woraus sich eine steuerliche Begünstigung für die Bauherren ergab. Thon, der auch zwei benachbarte Doppelhäuser betreute, übernahm die statischen Berechnungen, das Baugeschäft Otto Süße aus Schönefeld die Ausführungen. Das Eckhaus zur Mörickestraße wurde von Direktor Paul Emil Curt Grabs finanziert, Nummer 46 (zur Erbauungszeit Nummer 32) von Kaufmann Willy Schüppel und dessen Ehefrau Charlotte Maria Martha Gertrud gesch. Leineweber geb. Scherz. Für Letzteres erfolgte am 10. Februar 1930 die Gestattung der Ingebrauchnahme, für die spätere Nummer 44 datiert diese bereits vom 28. Januar. Hier allerdings kamen in Abänderung der Erstplanung zwei Wohnungen im Gebäude zur Einrichtung. Das Doppelhaus zeigt eine Putzfassade mit Gliederungen aus Eisenklinkern, hölzerne Klappläden, ein ziegelgedecktes Walmdach, gestaltete Grünflächen rückwärts und an den Straßenfronten. In Nummer 46 ist ein Teichbecken mit Klinkerumfassung im Garten zu finden, in beiden Haushälften sind weitgehend die originale überdurchschnittliche Ausstattung erhalten, an der Grundstücksgrenze die Einfriedung. Der Privatwohnungsbau besitzt einen baugeschichtlichen und künstlerischen Wert, ist unverzichtbarer Bestandteil eines qualitätvollen Wohngebietes. LfD/2019 | 09294436 |
| Direkt Bild zu diesem Denkmal hochladen | Mietshaus in offener Bebauung | Geibelstraße 56 (Karte)                                                   | um 1905/1910 (Mietshaus) | Putzfassade, Ziegelsockel, zwei Eckerker, baugeschichtlich von Bedeutung | 09297772 |
| Direkt Bild zu diesem Denkmal hochladen | Mietshaus in ehemals halboffener Bebauung | Görlitzer Straße 4 (Karte)                                                | 1862 (Mietshaus) | mit Hausdurchgang und mit Laden, zeittypische Putzfassade, ortsentwicklungsgeschichtlich von Bedeutung Den Bauantrag für ein neues Wohnhaus und ein Stallgebäude mit Aborten stellte im Mai 1862 Friedrich Gottlob Oertel. An das dreigeschossige und sechsachsige Gebäude kam 1894 ein drei Achsen zählender Anbau mit eingefügtem Laden zur Ausführung. Der Schlosser und Monteur Paul Hupfer beauftragte die Firma der Maurermeister Oertel & Uhlemann mit den Arbeiten. Letzte umgreifende Veränderungen am Haus umfassten einen hofseitigen Abortanbau 1933/1934 durch das Geschäft des Baumeisters Erich Kohnert. Über dem sichtbaren Naturstein-Ziegel-Sockel befindet sich die mit Gliederungen strukturierte Putzfassade, nicht ganz glücklich ist das Ergebnis der letzten Sanierung. Original erhalten sind unter anderem Teile der Ladenfront von 1894 und die Tür des Hausdurchgangs. Es besteht ein ortsteilentwicklungsgeschichtlicher und baugeschichtlicher Wert. LfD/2017 | 09262967 |
| Direkt Bild zu diesem Denkmal hochladen | Mietshaus in halboffener Bebauung | Görlitzer Straße 8 (Karte)                                                | um 1895 (Mietshaus) | Klinkerfassade, ortsentwicklungsgeschichtlich von Bedeutung | 09262968 |
| Direkt Bild zu diesem Denkmal hochladen | Wohnhaus in offener Bebauung | Görlitzer Straße 12 (Karte)                                               | 1862 (Wohnhaus) | eingeschossiger Putzbau, breiter zweigeschossiger Risalit mit Giebel, ortsentwicklungsgeschichtlich von Bedeutung | 09262970 |
| Direkt Bild zu diesem Denkmal hochladen | Mietshaus in halboffener Bebauung (bildet Doppelhaus mit Nr. 32) | Görlitzer Straße 30 (Karte)                                               | um 1910 (Mietshaus) | zeittypisch dekorierte Putzfassade, baugeschichtlich von Bedeutung | 09294916 |
| Direkt Bild zu diesem Denkmal hochladen | Mietshaus in halboffener Bebauung (bildet Doppelhaus mit Nr. 30) | Görlitzer Straße 32 (Karte)                                               | um 1910 (Mietshaus) | zeittypisch dekorierte Putzfassade, Stuck und Schablonenmalerei im Eingangsbereich, baugeschichtlich von Bedeutung | 09294917 |
| Direkt Bild zu diesem Denkmal hochladen | Mehrere Brücken über die nördliche Rietzschke am Eutritzscher Park | Gräfestraße (Karte)                                                       | um 1880 (Brücke) | private Verbindungswege zu den Privatgärten der ehemaligen Bauerngüter Gräfestraße 9 und 17 (Verbindungswege in die Rietzschkeaue), ortsgeschichtlich von Bedeutung | 09298710 |
|                                         | Handschwengelpumpe mit Brunnenschacht und Abdeckplatte | Gräfestraße (Karte)                                                       | vor 1890 (Handschwengelpumpe) | Typ Kleiner Löwe, ortsgeschichtlich von Bedeutung | 09294451 |
|                                         | Mietvilla, mit Garten, Einfriedung, Toreinfahrt, Pflasterung und Nebengebäude | Gräfestraße 3 (Karte)                                                     | um 1905 (Mietvilla) | repräsentative Putzfassade mit Zierfachwerkgliederung und zweigeschossiger Veranda, Anklänge an Jugend- und Reformstil, baugeschichtlich von Bedeutung | 09294437 |
|                                         | Wohnhaus eines Bauernhofes | Gräfestraße 4 (Karte)                                                     | 1. Hälfte 19. Jh. (Bauernhaus) | giebelständiger Lehmbau, Obergeschoss vermutlich Fachwerk (verputzt), gehört zum alten Dorfkern Eutritzsch, baugeschichtlich und ortsentwicklungsgeschichtlich von Bedeutung | 09262801 |
|                                         | Mietvilla mit Einfriedung und Garten | Gräfestraße 5 (Karte)                                                     | um 1905 (Mietvilla) | repräsentative Putzfassade mit zweigeschossiger hölzernen Veranda, baugeschichtlich von Bedeutung | 09294438 |
|                                         | Mietshaus in halboffener Bebauung, mit Vorgarten | Gräfestraße 8 (Karte)                                                     | Ende 19. Jh. (Mietshaus) | historisierende Klinker-Putz-Fassade, rückseitig hölzerne Veranden, Terrazzo im Innern, baugeschichtlich von Bedeutung | 09294439 |
|                                         | Wohnhaus und Toreinfahrt eines Bauernhofes | Gräfestraße 9 (Karte)                                                     | 19. Jh. (Bauernhaus) | Putzfassade, Fenster mit Klappläden, Krüppelwalmdach, drei Kanonenkugeln von 1813 eingemauert, im alten Dorfkern von Eutritzsch gegenüber der Kirche, baugeschichtlich und ortsgeschichtlich von Bedeutung | 09291158 |
|                                         | Mietshaus in halboffener Bebauung, mit Einfriedung und Vorgarten | Gräfestraße 10 (Karte)                                                    | um 1925 (Mietshaus) | Putzfassade mit zwei Plastiken neben dem Eingang, Spitzbogeneingang, typischer Putzbau der 1920er Jahre, baugeschichtlich von Bedeutung | 09294440 |
| Weitere Bilder                          | Villa (Nr. 11) mit Garten und Einfriedung, Hofpflasterung und Nebengebäude (Nr. 11a) sowie barockem Gedenkstein im Grundstück | Gräfestraße 11; 11a (Karte)                                               | bezeichnet 1900 (Villa) | repräsentative Klinkerfassade mit Fachwerk- und Sandstein-Elementen, seitlicher Treppenturm, Terrazzo mit Mosaik im Innern, im Stil des Historismus, fünf Kanonenkugeln von 1813 eingemauert, baugeschichtlich und ortsentwicklungsgeschichtlich von Bedeutung | 09294441 |
|                                         | Seitengebäude eines ehemaligen Bauernhofes | Gräfestraße 13 (Karte)                                                    | um 1865 (steht schon 1876) | Putzfassade, regionaltypisches Stallgebäude, gehört zum alten Dorfkern Eutritzsch, baugeschichtlich von Bedeutung | 09294443 |
| Weitere Bilder                          | Kirche (mit Ausstattung) sowie Kirchhof mit Toreinfahrt, Einfriedung, Grabmalen und Denkmal für die Gefallenen des Ersten Weltkrieges | Gräfestraße 16 (Karte)                                                    | 1489–1503, im Kern älter (Kirche), 1482 (Glocke), 1480 (Glocke), wohl vor 1613 (Bildnis Magister Christian Fröhlich), nach 1681 (Bildnis des M. Samuel Avenarius) | spätgotische Saalkirche mit eingezogenem Chor und Westturm, im Kern wohl älter, bedeutendste Dorfkirche der gotischen Zeit im Leipziger Raum, baugeschichtlich, kunstgeschichtlich und ortsgeschichtlich von Bedeutung | 09294449 |
|                                         | Pfarr- und Gemeindehaus der Christuskirche, mit Garten, Einfriedung, Toreinfahrt und Pforte | Gräfestraße 18 (Karte)                                                    | 1894–1895 (Gemeindehaus) | Putzbau mit Porphyrtuff-Gliederungen, im Stil des Historismus, baugeschichtlich und ortsgeschichtlich von Bedeutung | 09306393 |
|                                         | Wohnhaus, Seitengebäude, zwei aneinandergebaute Scheunen, Toreinfahrt sowie Hofpflaster eines Bauernhofes | Gräfestraße 19; 21 (Karte)                                                | um 1870/1880 (Bauernhaus) | möglicherweise ehemals zwei Hofanlagen, Wohnhaus Putzbau mit flachem Satteldach, noch von klassizistischer Wirkung, Hofanlage gehört zum alten Dorfkern Eutritzsch, baugeschichtlich und ortsentwicklungsgeschichtlich von Bedeutung | 09294444 |
| Direkt Bild zu diesem Denkmal hochladen | Portal (zur Zeit ausgebaut und eingelagert) | Gräfestraße 20 (Karte)                                                    | bez. 1605 (Gebäudeteil) | Renaissanceportal aus Rochlitzer Porphyrtuff mit einseitiger Sitznische, baugeschichtlich von Bedeutung | 09298709 |
|                                         | Villa in halboffener Bebauung | Gräfestraße 22 (Karte)                                                    | 1900 (Villa) | Putzfassade mit Porphyrtuff-Gliederungen, vielgliedrige Dachlandschaft, seitlich Treppenturm und Balkon, Anklänge an den Reformstil der Zeit, Wohnsitz des Kaufmanns und Rauchwarenhändlers Max Hauffe, baugeschichtlich und ortsentwicklungsgeschichtlich von Bedeutung | 09291159 |
|                                         | Mietshaus in halboffener Bebauung, mit Einfriedung, Vorgarten und Hinterhaus | Gräfestraße 23 (Karte)                                                    | um 1890 (Mietshaus) | reich gegliederte, historisierende Putzfassade, zwei Balkons mit eisernen Gittern, baugeschichtlich und ortsentwicklungsgeschichtlich von Bedeutung | 09294445 |
|                                         | Wohnhaus und Einfriedung eines Bauernhofes | Gräfestraße 25 (Karte)                                                    | 1789 (Bauernhaus) | Gut des Leipziger Kupferstechers Christian Gottlieb Geyser (1742–1803) mit einer Gedenktafel von 1932, Gebäude Obergeschoss Fachwerk mit verputzter Ziegelausfachung, gehört zum alten Dorfkern Eutritzsch, baugeschichtlich und ortsgeschichtlich von Bedeutung | 09294446 |
| Direkt Bild zu diesem Denkmal hochladen | Villa in rückwärtiger Lage | Gräfestraße 27 (Karte)                                                    | um 1895 (Villa) | Putzfassade mit Holzbalkons, im Schweizerhausstil, baugeschichtlich von Bedeutung | 09291160 |
|                                         | Einzeldenkmal o. g. Sachgesamtheit: Mehrfamilienhäuser einer Wohnanlage (siehe auch Sachgesamtheitsdokument – Obj. 09305681, Delitzscher Straße 105a–111) | Gräfestraße 28; 30; 32 (Karte)                                            | nach 1930 (Mehrfamilienwohnhaus) | ungewöhnlich gestaltete Putzbauten mit Flachdach, städtebaulich und baugeschichtlich von Bedeutung, siehe auch Delitzscher Straße 105a–111 | 09294392 |
| Weitere Bilder                          | Wohnhaus, Seitengebäude und Torpfeiler eines Bauernhofes | Gräfestraße 29 (Karte)                                                    | um 1820 (Bauernhaus), 1875 (Wohnhaus) | giebelständiges Wohnhaus ein Lehmbau, traufständiges Wohngebäude jüngerer Massivbau, gehört zum alten Dorfkern Eutritzsch, baugeschichtlich und ortsentwicklungsgeschichtlich von Bedeutung Es dürfte zu den fünf ältesten Häusern im ehemaligen Eutritzscher Dorfkern gehören. Giebelständig steht es etwas vom Straßenraum zurückgesetzt, ist verputzt und mit einem Ziegeldach versehen. Der vordere Krüppelwalm stammt aus der Erbauungszeit des Hauses um 1780. Es handelt sich um einen zweigeschossigen Lehmwellerbau, von denen sich kaum mehr als ein Dutzend im Raum Leipzig aus der Zeit vor der Völkerschlacht 1813 erhalten haben. Einzigartig im Stadtgebiet sind die Brettdecken in der ehemaligen sogenannten Guten Stube und im Raum darüber. Kehlen besitzen die starken Balken, die Bretter der Decken liegen reizvoll „in Fischgräte“. Über Eck geführt ist ein kleiner Gemüsekeller, der zudem eine Wölbung besitzt. Ein ehemals unmittelbar an das Wohnhaus grenzendes Stallgebäude ist abgebrochen. Hier befindet sich heute der Zugang ins Haus. Die Bauakte setzt 1863 ein, mit Unterlagen, die Errichtung eines Stallgebäudes durch einen Möckernschen Maurermeister betreffend. Als Bauherr ist der Gutsbesitzer Joh. Heinrich Kermse (auch: Kirmse) namhaft, der sich 1875 mit dem Neubau eines traufständig zur Dorfstraße stehenden Wohnhauses beschäftigte. Auf den Planunterlagen ist Zimmermeister C. F. J. Gaebler aktenkundig. Jedoch zeigt die Zeichnung keinerlei Vermerke der Baubehörde und dürfte das heute hier stehende Wohnhaus mit vier Fensterachsen, zwei Geschossen und einem kleinen gewölbten Kellerraum Ergebnis eines umfassenden Umbaus eines älteren Gebäudes sein. Der Verputz stammt wohl aus den 1930er Jahren, ein rückwärtiger Abortanbau entstand in den Jahren 1953/1954. Ins Auge fallen die hölzernen Fensterklappläden im Erdgeschoss und die profilierte Traufe über einer Zahnschnittleiste. Vor 1863 war die Scheune (kein Denkmal) der kleinen Hofanlage in Lehmwellertechnik erbaut worden, deren Dach 1926 teilweise zusammenbrach. Einiges kam hernach zum Abbruch, während der kleine übrige Teil ein flaches Dach erhalten sollte. Das Grundstück mit zwei erhaltenen Wohngebäuden besitzt einen ortsgeschichtlichen und insbesondere wegen der leichten Krümmung im Straßenverlauf einen straßenraumprägenden Wert. Zudem ist für das giebelständige Haus, bei dem es sich möglicherweise um das älteste erhaltene Haus in Eutritzsch handelt, eine besondere baugeschichtliche und wissenschaftlich-dokumentarische Bedeutung gegeben. LfD/2019 | 09294448 |
|                                         | Wohnhaus in offener Bebauung mit Garage und Vorgarten | Gräfestraße 29a (Karte)                                                   | 1937–1941 (Wohnhaus) | Putzfassade im traditionalistischen Stil der Zeit, baugeschichtlich von Bedeutung | 09264549 |
|                                         | Mietvilla, ehemaliges Gasthaus | Gräfestraße 31 (Karte)                                                    | 1895 (Mietvilla) | Putzfassade, Windfang in Fachwerk, ehemals das große Gartenlokal »Schloß Debrahof« in Eutritzsch, ortsgeschichtlich von Bedeutung | 09290706 |
|                                         | Wohnhaus in offener Bebauung | Gräfestraße 32a (Karte)                                                   | um 1910 (Wohnhaus) | Putzfassade mit Krüppelwalmdach, geschweifter Zwerchgiebel im Dach, baugeschichtlich von Bedeutung | 09292183 |
|                                         | Villa mit Einfriedung, Vorgarten und Toreinfahrt | Gräfestraße 33 (Karte)                                                    | um 1890 (Villa) | Putzfassade mit Fachwerk-Elementen, Holzbalkon, Drempel verbrettert, hölzerner Windfang, Villa im Schweizerhaus-Stil, benannt nach dem Erstbesitzer Maurermeister Wilhelm Seidel, baugeschichtlich von Bedeutung | 09294473 |
|                                         | Mietvilla mit Einfriedung | Gräfestraße 34 (Karte)                                                    | um 1903 (Mietvilla) | Putzfassade mit Jugendstildekor, ausgebautes Mansarddach, baugeschichtlich und ortsentwicklungsgeschichtlich von Bedeutung | 09294800 |
|                                         | Villa mit Einfriedung und Vorgarten | Gräfestraße 35 (Karte)                                                    | um 1900 (Villa) | historisierende Putzfassade mit Holzveranda, benannt nach dem Erstbesitzer Schneidermeister Ernst Eduard Wolanke, baugeschichtlich von Bedeutung | 09294801 |
|                                         | Mietvilla mit Einfriedung, Toranlage und Gartenpavillon | Gräfestraße 36 (Karte)                                                    | 1902–1903 (Mietvilla) | historisierende Klinkerfassade, Terrazzo mit Mosaik im Eingangsbereich, baugeschichtlich und ortsentwicklungsgeschichtlich von Bedeutung | 09294805 |
|                                         | Wohnhaus in offener Bebauung, mit Einfriedung und Vorgarten | Gräfestraße 37 (Karte)                                                    | 1935 (Wohnhaus), 1935 (Einfriedung), 1936 (Vorgarten) | Putzfassade, zur Straße halbrunder Treppenturm, Fenster mit Klappläden, im traditionalistischen Stil der Zeit, baugeschichtlich von Bedeutung | 09294802 |
|                                         | Mietvilla mit Einfriedung, Toreinfahrt und zwei Gartenpavillons | Gräfestraße 38 (Karte)                                                    | um 1902 (Mietvilla) | Putzfassade im Jugendstil, baugeschichtlich und ortsentwicklungsgeschichtlich von Bedeutung | 09294804 |
|                                         | Villa mit Einfriedung, Toreinfahrt und Garten | Gräfestraße 39 (Karte)                                                    | um 1905 (Villa) | dekorierte Putzfassade, vielgliedrige Dachlandschaft, Reformarchitektur, erbaut für den Kaufmann Emil Hahn, Inhaber des Rauchwaren-Import-Geschäfts A. Loy & Co., baugeschichtlich von Bedeutung | 09294803 |
|                                         | Fabrikgebäude in halboffener Bebauung | Haferkornstraße 5 (Karte)                                                 | 1909 (Fabrikgebäude) | Klinkerfassade, ortsentwicklungsgeschichtlich und industriegeschichtlich von Bedeutung | 09261923 |
| Direkt Bild zu diesem Denkmal hochladen | Fabrikgebäude in offener Bebauung und daran angebautes, winkelförmiges Hofgebäude | Haferkornstraße 7 (Karte)                                                 | um 1927 und älter (Fabrikgebäude) | Klinkerfassaden, ortsentwicklungsgeschichtlich und baugeschichtlich von Bedeutung | 09261922 |
|                                         | Fabrikgebäude (Haferkornstraße 8 und Zerbster Straße 2) und Heizhaus mit Schornstein (Haferkornstraße 8) | Haferkornstraße 8 (Karte)                                                 | um 1905 im Kern (Fabrikgebäude), um 1925 Erweiterung (Fabrikgebäude)                                                                                              | Klinkerfassaden, Hersteller von Reklamemarken und Kalendern, Buchdruckerei, baugeschichtlich und ortsgeschichtlich von Bedeutung | 09261920 |
|                                         | Ehemalige Kraftwerkhalle und Kraftwerk einer Straßenbahn | Haferkornstraße 11; 13 (Karte)                                            | 1896 (Kraftwerk), 1896 (Kraftwerkshalle) | erstes Kraftwerk der Leipziger Elektrischen Straßenbahn (Große Leipziger Straßenbahn), Klinkerfassade, baugeschichtlich und ortsgeschichtlich von Bedeutung | 09298617 |
|                                         | Mietshaus in geschlossener Bebauung in Ecklage | Haferkornstraße 16 (Karte)                                                | um 1890 (Mietshaus) | historistische Putzfassade mit Putz- und Kunststeingliederungen, verbrochene Ecke, ehemals mit Eckladen, ortsentwicklungsgeschichtlich von Bedeutung | 09294454 |
|                                         | Mietshaus in geschlossener Bebauung | Haferkornstraße 18 (Karte)                                                | um 1880 (Mietshaus) | geglättete Putzfassade mit Putz- und Steingliederungen, Tordurchfahrt, ortsentwicklungsgeschichtlich von Bedeutung | 09263777 |
|                                         | Mietshaus in geschlossener Bebauung | Haferkornstraße 20 (Karte)                                                | um 1880 (Mietshaus) | historistische Putzfassade mit Putz-, Stein- und Stuckgliederungen, Tordurchfahrt, ortsentwicklungsgeschichtlich von Bedeutung | 09262963 |
|                                         | Mietshaus in geschlossener Bebauung | Haferkornstraße 22 (Karte)                                                | um 1890 (Mietshaus) | historistische Putzfassade mit Putz- und Kunststeingliederungen, Mittelachse durch Pilaster gerahmt und mit kleinem Dreieckgiebel bekrönt, seitliche Vorlagen, Tordurchfahrt, ortsentwicklungsgeschichtlich und baugeschichtlich von Bedeutung | 09294455 |
|                                         | Mietshaus in geschlossener Bebauung | Haferkornstraße 25 (Karte)                                                | um 1890 (Mietshaus) | historistische Putzfassade mit Putz-, Kunststein- und Stuckgliederungen, Tordurchfahrt, ehemals Laden, ortsentwicklungsgeschichtlich von Bedeutung | 09262321 |
|                                         | Mietshaus in geschlossener Bebauung | Haferkornstraße 26 (Karte)                                                | um 1890 (Mietshaus) | historistische Putzfassade mit Putz- und Kunststeingliederungen, seitliche Vorlagen, ehemals Laden, ortsentwicklungsgeschichtlich und baugeschichtlich von Bedeutung | 09294456 |
|                                         | Mietshaus in geschlossener Bebauung | Haferkornstraße 29 (Karte)                                                | um 1890 (Mietshaus) | historistische Putzfassade mit Putz- und Kunststeingliederungen, ortsentwicklungsgeschichtlich von Bedeutung | 09294457 |
|                                         | Mietshaus in ehemals geschlossener Bebauung | Haferkornstraße 30 (Karte)                                                | um 1890 (Mietshaus) | historistische Putzfassade mit Putz- und Kunststeingliederungen, ortsentwicklungsgeschichtlich von Bedeutung | 09262553 |
|                                         | Mietshaus in geschlossener Bebauung | Haferkornstraße 31 (Karte)                                                | 1890 (Mietshaus) | historistische Putzfassade mit Putz- und Kunststeingliederungen, Tordurchfahrt, ehemals mit Laden, ortsentwicklungsgeschichtlich von Bedeutung Den Bauantrag für Vorderwohngebäude und Hintergebäude mit Hausmannswohnung stellte Steinmetzmeister Friedrich Hermann Wendel, der auch für die Ausführung verantwortlich zeichnete. Zwischen April und Oktober 1890 entstanden die beiden Häuser in der damaligen Blücherstraße. Tordurchfahrt (und ehemals ein Laden) zeigen eine auch gewerbliche Nutzung des Grundstücks, die graue Putzfassade ehemals mit gemalter Klinkerimitation über genutetem Erdgeschoss. Der solide gründerzeitliche Bau mit besonderer Betonung der beiden mittleren Geschosse durch kräftige Fensterverdachungen auf Stuckkonsolen, das Hinterhaus abgebrochen. 2002 Sanierung mit Dachgeschossaus- und Balkonanbau sowie Grundrißänderungen. LfD/2007 | 09294458 |
|                                         | Mietshaus in geschlossener Bebauung und Hofgebäude | Haferkornstraße 33 (Karte)                                                | um 1890 (Mietshaus) | historistische Putzfassade mit Putz- und Kunststeingliederungen, aufgemalte Klinker, ortsentwicklungsgeschichtlich und baugeschichtlich von Bedeutung | 09294459 |
|                                         | Mietshaus in geschlossener Bebauung | Haferkornstraße 35 (Karte)                                                | um 1880 (Mietshaus) | Putzfassade mit Putz- und Kunststeingliederung, ortsentwicklungsgeschichtlich von Bedeutung | 09294460 |
|                                         | Mietshaus in geschlossener Bebauung | Haferkornstraße 36 (Karte)                                                | um 1920 (Mietshaus) | schlichte Putzfassade mit Putzgliederungen, Hausdurchgang, Laden, ortsentwicklungsgeschichtlich von Bedeutung | 09262320 |
| Direkt Bild zu diesem Denkmal hochladen | Mietshaus in geschlossener Bebauung | Haferkornstraße 38 (Karte)                                                | um 1915 (Mietshaus) | Putzfassade im Reformstil um 1915, Putzgliederungen, seitliche Vorlage, darüber unterschiedliche Dachaufbauten, Hausdurchgang, ortsentwicklungsgeschichtlich von Bedeutung | 09294835 |
|                                         | Mietshaus in geschlossener Bebauung | Haferkornstraße 39 (Karte)                                                | um 1880 (Mietshaus) | historistische Putzfassade mit Putz- und Steingliederung sowie Stuckdekoration, ortsentwicklungsgeschichtlich und baugeschichtlich von Bedeutung | 09294461 |
|                                         | Mietshaus in geschlossener Bebauung | Haferkornstraße 40 (Karte)                                                | um 1915 (Mietshaus) | Putzfassade im Reformstil um 1915, Putzgliederungen, Mittenbetonung durch breiten kastenförmigen Erker, ortsentwicklungsgeschichtlich und baugeschichtlich von Bedeutung | 09262319 |
|                                         | Mietshaus in geschlossener Bebauung in Ecklage | Haferkornstraße 41 (Karte)                                                | um 1880 (Mietshaus) | historisierende Putzfassade mit Stuckdekoration, Putz- und Sandsteingliederungen, risalitartige Eckgestaltung mit Pilastern und kleinem Segmentgiebel, ehemals Laden, ortsentwicklungsgeschichtlich und baugeschichtlich von Bedeutung | 09294462 |
|                                         | Mietshaus in geschlossener Bebauung | Haferkornstraße 42 (Karte)                                                | um 1915 (Mietshaus) | Putzfassade im Reformstil um 1915, Putzgliederungen und akzentuierender Putzdekor, Mittenbetonung durch flache Vorlage, Tordurchfahrt, ortsentwicklungsgeschichtlich und baugeschichtlich von Bedeutung | 09262318 |
|                                         | Mietshaus in geschlossener Bebauung | Haferkornstraße 44 (Karte)                                                | um 1915 (Mietshaus) | Putzfassade im Reformstil um 1915, Putzgliederungen, ortsentwicklungsgeschichtlich von Bedeutung | 09262317 |
|                                         | Mietshaus in geschlossener Bebauung | Haferkornstraße 46 (Karte)                                                | um 1915 (Mietshaus) | Putzfassade im Reformstil um 1915, Putzgliederungen und akzentuierender Putzdekor, ortsentwicklungsgeschichtlich von Bedeutung | 09262316 |
| Weitere Bilder                          | Mietshaus (Anschrift: Haferkornstraße 48/50 und Schiebestraße 12) in Ecklage und geschlossener Bebauung, mit Kino | Haferkornstraße 48; 50 (Karte)                                            | 1913 (Mietshaus), 1913, Eröffnung (Kino) | Putzbau im Reformstil um 1910, Putz- und Kunststeingliederungen, Fassade später vereinfacht, flache Vorlagen als Eckbetonung und Einfassung der Front an der Schiebestraße, ausgebautes Dach, ortsentwicklungsgeschichtlich und kulturgeschichtlich von Bedeutung | 09294463 |
|                                         | Mietshaus in halboffener Bebauung (bauliche Einheit mit Nr. 12 und 14) | Hamburger Straße 10 (Karte)                                               | um 1905 (Mietshaus) | Putzfassade (ehemals Klinker) in Formen des ausgehenden Historismus, Kunststeingliederungen, ortsentwicklungsgeschichtlich und baugeschichtlich von Bedeutung | 09299319 |
|                                         | Mietshaus in geschlossener Bebauung (bauliche Einheit mit Nr. 10 und 14) | Hamburger Straße 12 (Karte)                                               | um 1905 (Mietshaus) | Klinkerfassade in Formen des ausgehenden Historismus, Kunststeingliederungen, ortsentwicklungsgeschichtlich und baugeschichtlich von Bedeutung | 09299318 |
|                                         | Mietshaus in halboffener Bebauung (bauliche Einheit mit Nr. 10 und 12) | Hamburger Straße 14 (Karte)                                               | um 1905 (Mietshaus) | Klinkerfassade in Formen des ausgehenden Historismus, Kunststeingliederungen, ortsentwicklungsgeschichtlich und baugeschichtlich von Bedeutung | 09262840 |
|                                         | Mietshaus in halboffener Bebauung | Hamburger Straße 16 (Karte)                                               | um 1905 (Mietshaus) | Putzfassade in jugendstiligen Formen, Putz- und Kunststeingliederungen, ähnliche Fassadengestaltung wie Nummer 18 und 20, ortsentwicklungsgeschichtlich und baugeschichtlich von Bedeutung | 09262839 |
| Direkt Bild zu diesem Denkmal hochladen | Wandgestaltung aus Emailleplatten mit dem Titel „Produktivkraft“ | Hamburger Straße 17 (Karte)                                               | 1982/1985 | Ehemals am Giebel des Verwaltungsgebäudes VEB Chemieanlagenbau-Kombinat Leipzig-Grimma Prager Straße 28, siehe 09306497, künstlerisch von Bedeutung | 09307361 |
| Direkt Bild zu diesem Denkmal hochladen | Mietshaus in geschlossener Bebauung | Hamburger Straße 18 (Karte)                                               | um 1905 (Mietshaus) | Putzfassade in jugendstiligen Formen, Putz- und Kunststeingliederungen, aus der Mitte gerückter Kastenerker mit Zierfachwerk im oberen Bereich, darüber Zwerchhaus, Tordurchfahrt, ähnliche Fassadengestaltung wie Nummer 16 und 20, ortsentwicklungsgeschichtlich und baugeschichtlich von Bedeutung | 09262838 |
|                                         | Mietshaus in halboffener Bebauung | Hamburger Straße 20 (Karte)                                               | um 1905 (Mietshaus) | Putzfassade in jugendstiligen Formen, Putz- und Kunststeingliederungen, äußere Achsen durch Drillingsfenster betont, seitliches Dachhaus, ähnliche Fassadengestaltung wie Nummer 16 und 18, ortsentwicklungsgeschichtlich und baugeschichtlich von Bedeutung | 09262837 |
|                                         | Mietshaus in halboffener Bebauung (bauliche Einheit mit Nr. 24 und 26) | Hamburger Straße 22 (Karte)                                               | bezeichnet 1902 (Mietshaus) | Putz-Klinker-Fassade in Formen des ausgehenden Historismus und des Jugendstils, mit Laden, ortsentwicklungsgeschichtlich und baugeschichtlich von Bedeutung | 09262836 |
|                                         | Mietshaus in geschlossener Bebauung (bauliche Einheit mit Nr. 22 und 26) | Hamburger Straße 24 (Karte)                                               | 1902–1903 (Mietshaus) | Putz-Klinker-Fassade in Formen des ausgehenden Historismus und des Jugendstils, Mittenbetonung durch Vorlage mit Giebelabschluss, ortsentwicklungsgeschichtlich und baugeschichtlich von Bedeutung Als Mittleres von drei Gebäuden entstand der Mietwohnungsbau 1902 bis 1903 im Auftrag des ortsansässigen Maurermeisters Friedrich August Klingner nach Planvorlagen des Architekten Paul Weber, der auch statische Berechnungen anstellte und die Bauleitung innehatte. Jeweils zwei Wohnungen pro Etage liegen hinter einer Klinker-Putz-Fassade, deren ehemals raffiniert geschwungener Mittelrisalitgiebel sich heute stark vereinfacht zeigt. Leider sind die unterschiedlichen Putzstrukturen der Jugendstilzeit einem „Glatt- und Sauber-Verputz“ bei der Sanierung 1996–1998 zum Opfer gefallen. Dennoch zeigt sich das Haus als Bestandteil der Dreiergruppe straßenraumprägend im Ensemble eines beinahe vollständig erhaltenen Straßenzuges der Zeit um 1900. Zur erhaltenen Ausstattung gehören u. a. qualitätvolle Wohnungseingangstüren, Treppenhausanlage und Jugendstilstuck im Eingangsbereich. LfD/2011 | 09262835 |
|                                         | Mietshaus (Nr. 26) in halboffener Bebauung (bauliche Einheit mit Nr. 22 und 24), mit seitlicher Toreinfahrt und ehemaligem Fabrikgebäude (Nr. 26a) im Hof | Hamburger Straße 26; 26a (Karte)                                          | 1902–1903, bezeichnet 1903 (Mietshaus), 1902–1903 (Hofgebäude) | Putz-Klinker-Fassade in Formen des ausgehenden Historismus und des Jugendstils, Hofgebäude mit Klinkerfassade, ortsentwicklungsgeschichtlich und baugeschichtlich von Bedeutung Wohnhaus und Hintergebäude sollten auf dem Grundstück bereits 1900 nach Plänen von Architekt Franz Hübler für Steinmetzmeister Oscar Müller entstehen, begonnen wurde jedoch erst im September 1902, zunächst mit einem Vorderwohngebäude nach Entwürfen des Architekten Paul Weber für – und mit Sicherheit auch durch den Maurermeister Friedrich August Klingner. Im November erging neuerlicher Bauantrag für ein Hinterhaus, das nun zweigeschossige Fabrikgebäude erfuhr Genehmigung im Februar 1903 und wurde im gleichen Jahr von der Fa. Gasglühlicht-Fabrik „Lipsia“ Conrad Kaemmnitz bezogen. Von 1996 bis 1998 erfolgte hier der Einbau von sechs Wohnungen unter der Bauherrenschaft von Andreas Lewandowski, L&M Wohnbau- und Modernisierungs GmbH in Lich (heute Nummer 26a). Nach Grundstücksteilung 1997 begannen Umbau- und Sanierungsarbeiten auch am Vorderhaus. Das Jugendstilhaus gehört zu einer Dreiergruppe (mit Nummer 22/24) und ist konzipiert als Zweispänner. Ein Seitenrisalit und verschiedenste Putzarten gliedern die Klinkerfassade ebenso wie die verwendeten Kunststeinformteile. Zur Ausstattung gehören u. a. flächiger Jugendstilstuck im Eingangsbereich und Wohnungseingangstüren mit schönen Supraporten. Baugeschichtlich und ortsentwicklungsgeschichtlich bedeutsam als Zeugnis der Ortserweiterung in Eutritzsch zwischen altem Ortskern und Industriegebiet in Bahngeländenähe. Dabei in seiner Struktur als Wohn- und Gewerbegrundstück ortsteiltypisch. LfD/2012 | 09262834 |
|                                         | Mehrfamilienhäuser einer Wohnanlage | Hamburger Straße 27; 29 (Karte)                                           | um 1925 (Mehrfamilienwohnhaus) | Putzfassaden, sehr schöne Portale, Reformarchitektur, baugeschichtlich von Bedeutung, siehe auch Arthur-Hausmann-Straße 2, Dessauer Straße 39–45 und Theresienstraße 50–60 | 09294925 |
|                                         | Mietshaus in halboffener Bebauung (bauliche Einheit mit Nr. 30 und 32), mit Werkstattgebäude im Hof sowie Hofpflasterung | Hamburger Straße 28 (Karte)                                               | um 1905 (Mietshaus) | Klinkerfassade in Formen des ausgehenden Historismus mit Jugendstileinschlag, Putz- und Kunststeingliederungen, flache seitlicheVorlage, ortsentwicklungsgeschichtlich und baugeschichtlich von Bedeutung | 09262833 |
|                                         | Mietshaus in geschlossener Bebauung (bauliche Einheit mit Nr. 28 und 32) | Hamburger Straße 30 (Karte)                                               | um 1905 (Mietshaus) | Klinkerfassade in Formen des ausgehenden Historismus mit Jugendstileinschlag, Putz- und Kunststeingliederungen, Mittenbetonung durch Kastenerker mit Giebelabschluss, ortsentwicklungsgeschichtlich und baugeschichtlich von Bedeutung | 09262832 |
|                                         | Mietshaus in halboffener Bebauung (bauliche Einheit mit Nachbarhäusern Nr. 28 und 30) mit seitlicher Toreinfahrt | Hamburger Straße 32 (Karte)                                               | um 1905 (Mietshaus) | Klinkerfassade in Formen des ausgehenden Historismus mit Jugendstileinschlag, Putz- und Kunststeingliederungen, flache seitliche Vorlage, mit Ladeneinbau, ortsentwicklungsgeschichtlich und baugeschichtlich von Bedeutung | 09262831 |
|                                         | Mietshaus in geschlossener Bebauung | Hamburger Straße 35 (Karte)                                               | bezeichnet 1904 (Mietshaus) | Putzfassade mit Jugendstildekoration, Putz- und Kunststeingliederungen, ortsentwicklungsgeschichtlich und baugeschichtlich von Bedeutung | 09262821 |
|                                         | Mietshaus in geschlossener Bebauung | Hamburger Straße 37 (Karte)                                               | um 1900 (Mietshaus) | späthistoristische Klinkerfassade mit Putz- und Kunststeingliederungen, Seitenachsen mit gekuppelten Fenstern, mit Tordurchfahrt und Laden, ortsentwicklungsgeschichtlich von Bedeutung | 09262820 |
|                                         | Mietshaus in halboffener Bebauung, mit seitlicher Toreinfahrt | Hamburger Straße 38 (Karte)                                               | um 1900 (Mietshaus) | späthistoristische Klinkerfassade mit Jugendstileinschlag, Putz- und Kunststeingliederungen, ortsentwicklungsgeschichtlich von Bedeutung | 09262830 |
|                                         | Mietshaus in geschlossener Bebauung | Hamburger Straße 39 (Karte)                                               | um 1900 (Mietshaus) | Klinkerfassade in Formen des ausgehenden Historismus mit Jugendstilanklängen, Kunststeingliederungen, ortsentwicklungsgeschichtlich von Bedeutung | 09262819 |
|                                         | Mietshaus in halboffener Bebauung in Ecklage | Hamburger Straße 40 (Karte)                                               | um 1905 (Mietshaus) | geglättete Putzfassade in Formen des ausgehenden Historismus, Eckerker, Vorlagen teils mit Drillingsfenstern, seitliches Dachhaus zur Hamburger Straße, Läden, ortsentwicklungsgeschichtlich von Bedeutung | 09294104 |
|                                         | Mietshaus in geschlossener Bebauung | Hamburger Straße 41 (Karte)                                               | um 1900 (Mietshaus) | späthistoristische Klinkerfassade mit Klinker- und Kunststeingliederungen, mit Tordurchfahrt und Laden, ortsentwicklungsgeschichtlich und baugeschichtlich von Bedeutung | 09262818 |
| Direkt Bild zu diesem Denkmal hochladen | Einzeldenkmal o. g. Sachgesamtheit: 12 Mietshäuser einer Wohnanlage (siehe auch Sachgesamtheitsdokument – Obj. 09305359, Bernburger Straße 16–28) | Hamburger Straße 42; 44; 46; 48; 50; 52; 54; 56; 58; 60; 62; 64 (Karte)   | 1899–1901 (Mehrfamilienwohnhaus) | Teil einer geschlossenen Wohnanlage des sozialen Wohnungsbaus, benannt nach dem Verleger Herrmann Julius Meyer (Verleger des bekannten Meyers Konversations-Lexikons), Stifter des »Vereins zur Erbauung billiger Wohnungen«, Putzfassaden mit Ziegelgliederung, Architekt: Max Pommer, baugeschichtlich und sozialgeschichtlich von Bedeutung, siehe auch Bernburger Straße 16–28, Theresienstraße 61–73 und Schönefelder Straße 44–70 | 09262811 |
|                                         | Mietshaus in geschlossener Bebauung, mit Hinterhaus | Hamburger Straße 43 (Karte)                                               | 1905–1906 (Mietshaus), 1905–1906 (Hinterhaus) | ungewöhnlich gestaltete Putzfassade mit Jugendstildekoration, auch historistische Nachklänge, baugeschichtlich und ortsentwicklungsgeschichtlich von Bedeutung Bauantrag für ein Wohn- und Hinterwohngebäude mit Waschhaus wurde am 11. Mai 1905 von Emma Elisabeth Birkigt gestellt und der Zimmermann Max Birkigt mit der bauleitenden Ausführung betraut. In beiden Häusern jeweils zwei Wohnungen pro Etage. Die Schlussrevision für beide Gebäude erfolgte im September 1906 unter dem nach Zwangsversteigerung nunmehr neuen Eigentümer Herrn Dr. phil. Hermann Kurth (Nationalökonom), der den Architekten Otto Schmidt bezüglich der Bauleitung unter Vertrag nahm. Neuerlicher Eigentümerwechsel im März 1908 an Dr. phil. Curt Arthur Frenzel in Probstheida, der 1909 den Anbau eines Waschhauses an das Vorderwohnhaus beantragte. Bezüglich des Leipziger Mietshausbestandes recht ungewöhnliche Jugendstilfassade mit unterschiedlichen Putzoberflächen und Schmuckdekorplatten, die originale Ausstattung, u. a. Stuck im Hausdurchgang und ein Holztreppenhaus, ist weitgehend erhalten. Das Hintergebäude als zweigeschossiger Zweispänner mit komplett originaler Ausstattung (noch 5/2013) und Putzfassade. Baugeschichtliche und ortsteilentwicklungsgeschichtliche Bedeutung als Mietwohngrundstück im Ortserweiterungsgebiet, wirkungsvoll das Vorderhaus im geschlossenen Straßenzug. LfD/2012 | 09262817 |
|                                         | Mietshaus in geschlossener Bebauung | Hamburger Straße 45 (Karte)                                               | um 1905 (Mietshaus) | | 09262816 |
|                                         | Mietshaus in halboffener Bebauung | Hamburger Straße 47 (Karte)                                               | um 1910 (Mietshaus) | sparsam dekorierte Putzfassade, Zwerchgiebel im Dach, Reformarchitektur, baugeschichtlich von Bedeutung | 09262815 |
|                                         | Mietshaus in offener Bebauung in Ecklage, mit seitlicher Einfriedung | Hartzstraße 2 (Karte)                                                     | um 1930 (Mietshaus) | eigenwillig gestaltete Hartbrandziegelfassade mit Klinkergliederung, zwischen Traditionalismus und Moderne, baugeschichtlich von Bedeutung | 09297741 |
| Direkt Bild zu diesem Denkmal hochladen | Ehemaliges Lagergebäude einschließlich Laderampe (Anschrift: Dessauer Straße 40 und Hartzstraße 10), mit anschließendem Wohn- und Verwaltungsbau einschließlich Garagen in Ecklage (Anschrift: Dessauer Straße 36/38), Hofpflasterung und Pflasterung der ehemaligen Ladezone sowie zwei Einfriedungen | Hartzstraße 10 (Karte)                                                    | 1929–1930 (Lagerhaus) | Lagergebäude mit straßenseitiger Laderampe und ehemals Bahngleisanschluss auf der Hofseite, Klinkerfassade, im Stil der Moderne, Architekt: Philipp Schaefer (Chefarchitekt der Karstadt AG, 1920 fusionierten die Warenhaus-Konzerne Theodor Althoff AG und Rudolph Karstadt AG, die meisten Althoff-Filialen wurden unter ihrem alten Namen weitergeführt), baugeschichtlich, wirtschaftsgeschichtlich, ortsgeschichtlich und baukünstlerisch von Bedeutung | 09262829 |
| Direkt Bild zu diesem Denkmal hochladen | Einzeldenkmal o. g. Sachgesamtheit: Mehrfamilienhäuser einer Wohnanlage (siehe auch Sachgesamtheitsdokument – Obj. 09305679, Dessauer Straße 31–37) | Hartzstraße 12; 14; 16; 18; 20 (Karte)                                    | 1929–1931 (Mehrfamilienwohnhaus) | Putzfassade, Klinkereinfassungen an den Haustüren, bemerkenswerte Wohnbauten im Stil der Moderne, Architekt: Georg Wrede, städtebaulich und baugeschichtlich von Bedeutung, siehe auch Arthur-Hausmann-Straße 1 und 5–9 und Theresienstraße 38–48 | 09294922 |
|                                         | Mietshaus in geschlossener Bebauung, mit Vorgarten | Heinickestraße 1 (Karte)                                                  | um 1903 (Mietshaus) | historisierende Klinkerfassade, zum Teil Jugendstildekor, baugeschichtlich von Bedeutung | 09262802 |
| Direkt Bild zu diesem Denkmal hochladen | Einzeldenkmal o. g. Sachgesamtheit: Mehrfamilienhäuser einer Wohnanlage (siehe auch Sachgesamtheitsdokument – Obj. 09305684, Anhalter Straße 15, 17, 17a) | Heinickestraße 2; 4 (Karte)                                               | um 1930 (Doppelwohnhaus) | Teil einer geschlossen erhaltenen Beamten-Wohnanlage der Zeit, im traditionalistischen Stil, Putzfassade, markante farbige Fassadengestaltung, Haustüren mit geschliffenen Scheiben, baugeschichtlich und städtebaulich von Bedeutung, siehe auch Gedickestraße 1/3, Wittenberger Straße 44–50 und Paul-Schneider-Straße 1–7 | 09263797 |
|                                         | Mietshaus in geschlossener Bebauung, mit Vorgarten und Einfriedung | Heinickestraße 3 (Karte)                                                  | um 1905 (Mietshaus) | Putz-Klinker-Fassade, Haustür mit bleiverglastem Oberlicht, zwischen Jugend- und Reformstil, Haus Heinickestraße 5 in ähnlicher Gestaltung, baugeschichtlich von Bedeutung | 09262803 |
|                                         | Mietshaus in geschlossener Bebauung, mit Vorgarten und Einfriedung | Heinickestraße 5 (Karte)                                                  | um 1905 (Mietshaus) | Putz-Klinker-Fassade, Haustür mit bleiverglastem Oberlicht, zwischen Jugend- und Reformstil, Haus Heinickestraße 3 in ähnlicher Gestaltung, baugeschichtlich von Bedeutung | 09262804 |
| Direkt Bild zu diesem Denkmal hochladen | Einzeldenkmal o. g. Sachgesamtheit: Mehrfamilienhaus einer Wohnanlage (siehe auch Sachgesamtheitsdokument – Obj. 09305684, Anhalter Straße 15, 17, 17a) | Heinickestraße 6 (Karte)                                                  | 1929–1930 (Mehrfamilienwohnhaus) | Teil einer geschlossen erhaltenen Beamten-Wohnanlage der Zeit, im traditionalistischen Stil, Putzfassade, markante farbige Fassadengestaltung, baugeschichtlich und städtebaulich von Bedeutung, siehe auch Gedikestraße 5 | 09294453 |
|                                         | Mietshaus in geschlossener Bebauung mit Vorgarten | Heinickestraße 7 (Karte)                                                  | um 1907 (Mietshaus) | Putzfassade mit Ziegelflächen, Stuck im Eingangsbereich, bleiverglaste Treppenhausfenster, zwischen Jugend- und Reformstil, baugeschichtlich von Bedeutung | 09262805 |
| Direkt Bild zu diesem Denkmal hochladen | Einzeldenkmal o. g. Sachgesamtheit: Mehrfamilienhaus einer Wohnanlage (siehe auch Sachgesamtheitsdokument – Obj. 09305684, Anhalter Straße 15, 17, 17a) | Heinickestraße 8 (Karte)                                                  | 1931 (Mehrfamilienwohnhaus) | Teil einer geschlossen erhaltenen Beamten-Wohnanlage der Zeit, im traditionalistischen Stil, Putzfassade, markante farbige Fassadengestaltung, baugeschichtlich und städtebaulich von Bedeutung, siehe auch Gedikestraße 7 | 0926379  |
|                                         | Mietshaus in geschlossener Bebauung, mit Vorgarten | Heinickestraße 9 (Karte)                                                  | um 1907 (Mietshaus) | ehemals mit Laden, Putzfassade, Dekorwandfliesen und Stuck im Eingangsbereich, Reste bleiverglaster Treppenhausfenster, im Reformstil der Zeit um 1910, baugeschichtlich von Bedeutung | 09262806 |
|                                         | Mietshaus in geschlossener Bebauung, mit Vorgarten | Heinickestraße 11 (Karte)                                                 | um 1907 (Mietshaus) | Putzfassade, Reste bleiverglaster Treppenhausfenster, im Reformstil der Zeit um 1910, baugeschichtlich von Bedeutung | 09262807 |
|                                         | Mietshaus in geschlossener Bebauung, mit Vorgarten | Heinickestraße 13 (Karte)                                                 | um 1908 (Mietshaus) | Putzfassade, bleiverglaste Treppenhausfenster, Wand- und Deckenmalerei im Eingangsbereich und im Treppenhaus, im Reformstil der Zeit um 1910, baugeschichtlich von Bedeutung | 09262808 |
|                                         | Mietshaus in geschlossener Bebauung, mit Vorgarten und Einfriedung | Heinickestraße 15 (Karte)                                                 | um 1908 (Mietshaus) | Putzfassade, bleiverglaste Treppenhausfenster, Malerei im Eingangsbereich, im Reformstil der Zeit um 1910, baugeschichtlich von Bedeutung | 09262809 |
|                                         | Mietshaus in geschlossener Bebauung und Vorgarten | Heinickestraße 19 (Karte)                                                 | um 1910 (Mietshaus) | Putz-Sandstein-Fassade, bleiverglaste Treppenhausfenster, Deckenmalerei und Stuck im Eingangsbereich, mit Tordurchfahrt und alter Werbeschrift über dem Tor, ortsentwicklungsgeschichtlich von Bedeutung | 09262810 |
| Direkt Bild zu diesem Denkmal hochladen | Einzeldenkmal o. g. Sachgesamtheit: Mehrfamilienhäuser einer Wohnanlage (siehe auch Sachgesamtheitsdokument – Obj. 09305689, Zerbster Straße 7–27) | Heinz-Kapelle-Straße 1; 3 (Karte)                                         | 1924–1925 (Mehrfamilienwohnhaus) | Putzfassade in Formen des Art déco, baugeschichtlich und städtebaulich von Bedeutung, siehe auch Heinz-Kapelle-Straße 2/4, Hohmannstraße 9/11, 10/12 und Zerbster Straße 7–7c, 9–19, 21–27 | 09262979 |
|                                         | Einzeldenkmal o. g. Sachgesamtheit: Mehrfamilienhäuser einer Wohnanlage (siehe auch Sachgesamtheitsdokument – Obj. 09305689, Zerbster Straße 7–27) | Heinz-Kapelle-Straße 2; 4 (Karte)                                         | 1924–1925 (Mehrfamilienwohnhaus) | Putzfassade in Formen des Art déco, baugeschichtlich und städtebaulich von Bedeutung, siehe auch Heinz-Kapelle-Straße 1/3, Hohmannstraße 9/11, 10/12 und Zerbster Straße 7–7c, 9–19, 21–27 | 09262980 |
|                                         | Handschwengelpumpe mit Brunnenschacht und Abdeckplatte | Hohmannstraße (Karte)                                                     | 1906 (Handschwengelpumpe) | Typ Delphin, ortsgeschichtlich von Bedeutung | 09294892 |
|                                         | Zwei aneinandergebaute Werkstattgebäude und Nebengebäude, mit Einfriedung des Grundstücks sowie Lagergebäude (mit Laderampe und Vordach) im Hof | Hohmannstraße 8 (Karte)                                                   | um 1905 (Werkstatt) | Klinkerbauten, Schornstein kein Denkmal, Zeugnis der Industrialisierung des Leipziger Nordens, baugeschichtlich und ortsentwicklungsgeschichtlich von Bedeutung | 09262984 |
|                                         | Einzeldenkmal o. g. Sachgesamtheit: Mehrfamilienhäuser einer Wohnanlage (siehe auch Sachgesamtheitsdokument – Obj. 09305689, Zerbster Straße 7–27) | Hohmannstraße 9; 11 (Karte)                                               | 1924–1925 (Mehrfamilienwohnhaus) | Putzfassade in Formen des Art déco, baugeschichtlich und städtebaulich von Bedeutung, siehe auch Heinz-Kapelle-Straße 1/3, 2/4, Hohmannstraße 10/12 und Zerbster Straße 7–7c, 9–19, 21–27 | 09262975 |
|                                         | Einzeldenkmal o. g. Sachgesamtheit: Mehrfamilienhäuser einer Wohnanlage (siehe auch Sachgesamtheitsdokument – Obj. 09305689, Zerbster Straße 7–27) | Hohmannstraße 10; 12 (Karte)                                              | 1924–1925 (Mehrfamilienwohnhaus) | Putzfassade in Formen des Art déco, baugeschichtlich und städtebaulich von Bedeutung, siehe auch Heinz-Kapelle-Straße 1/3, 2/4, Hohmannstraße 9/11 und Zerbster Straße 7–7c, 9–19, 21–27 | 09262977 |